# Alabama városainak listája

Alabama állam elhelyezkedése az Egyesült Államokon belül.

A 2010. évi népszámlálás adatai szerint, 460 önkormányzati jogú település található az Amerikai Egyesült Államok Alabama államában.

## Önkormányzati jogú települések

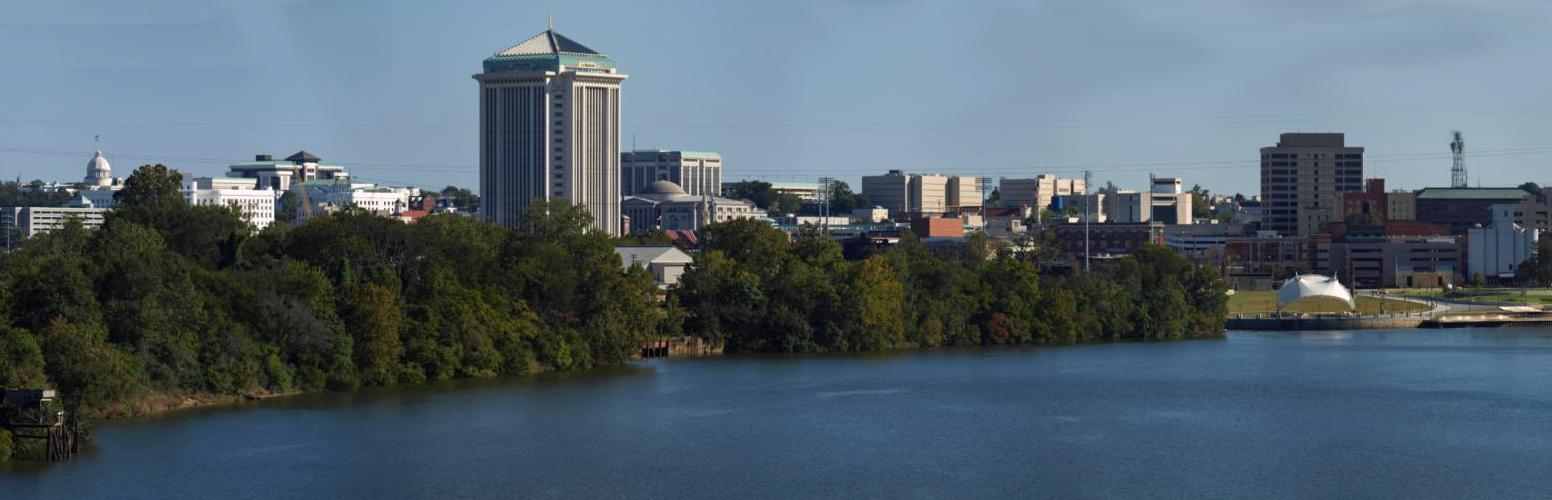
Montgomery, Alabama fővárosa.

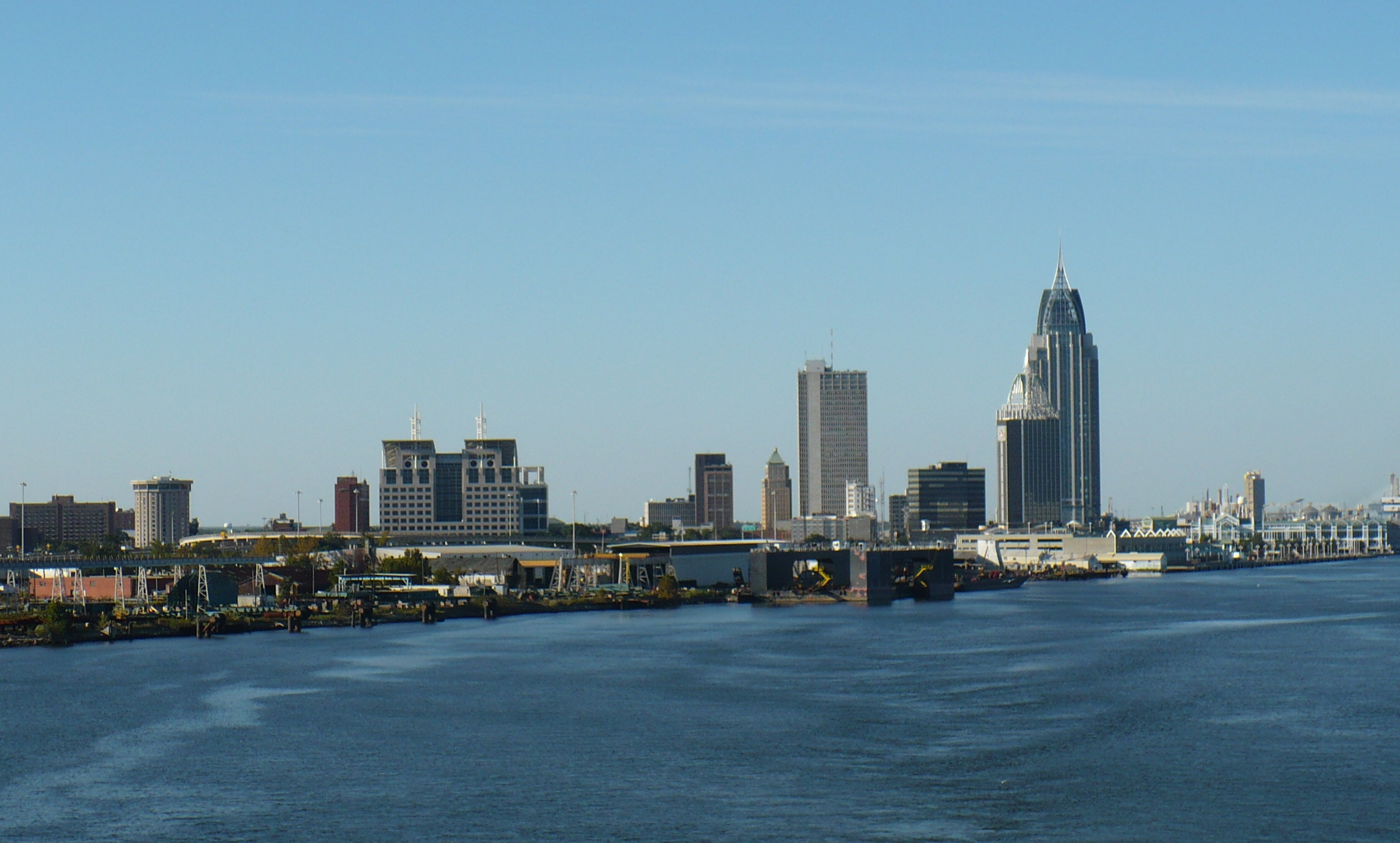
Mobile

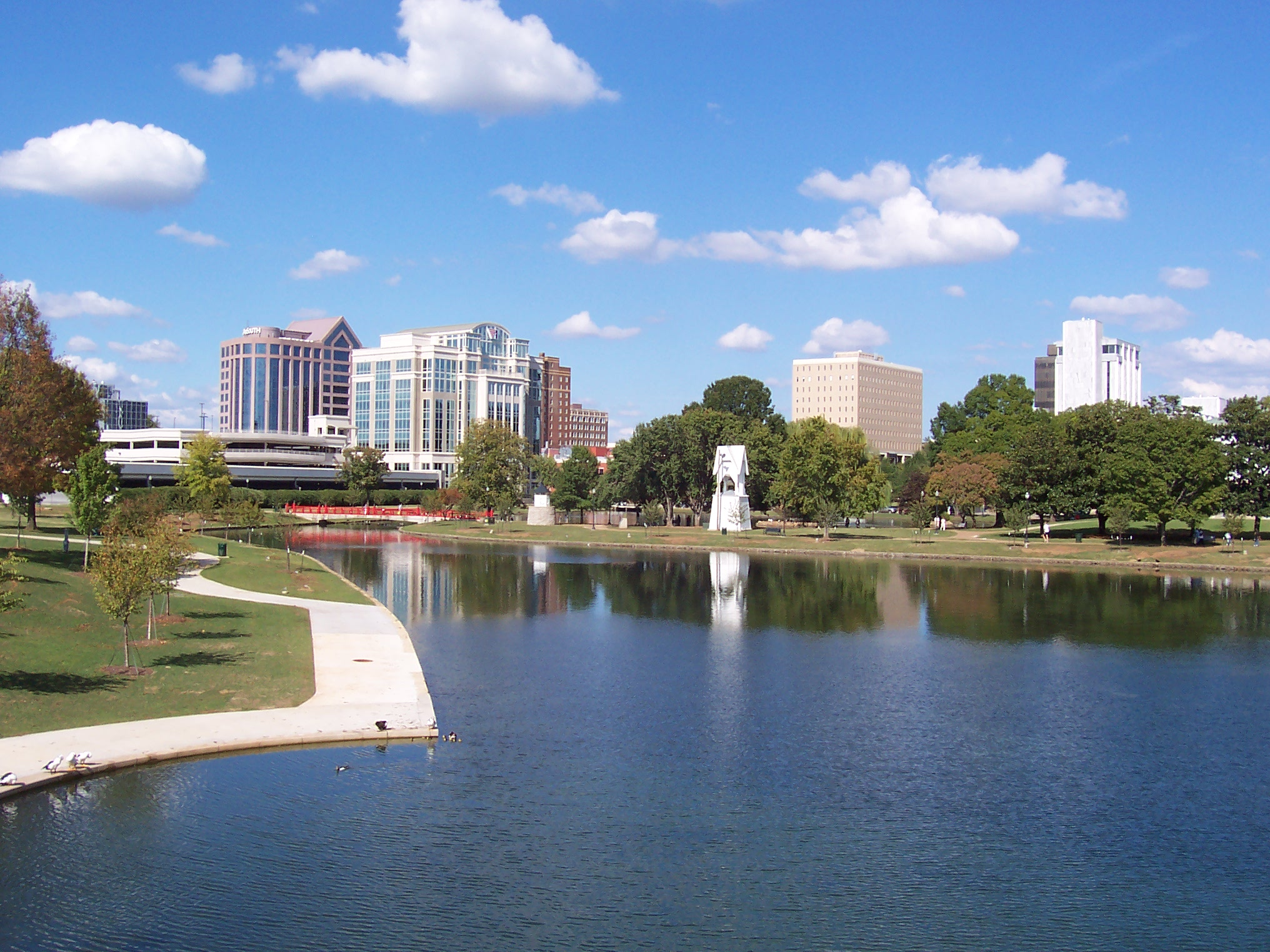
Huntsville

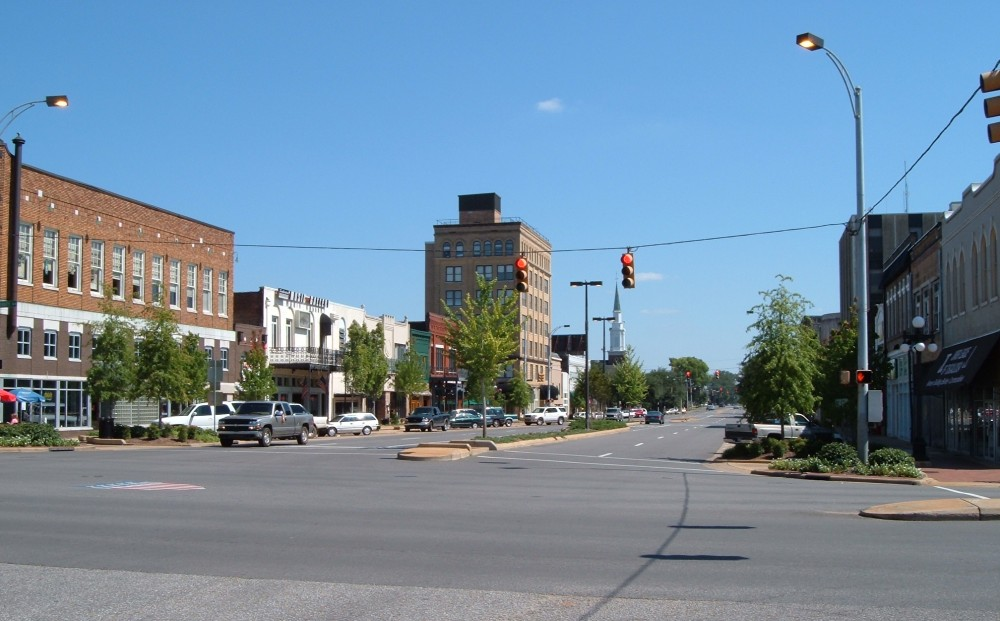
Tuscaloosa

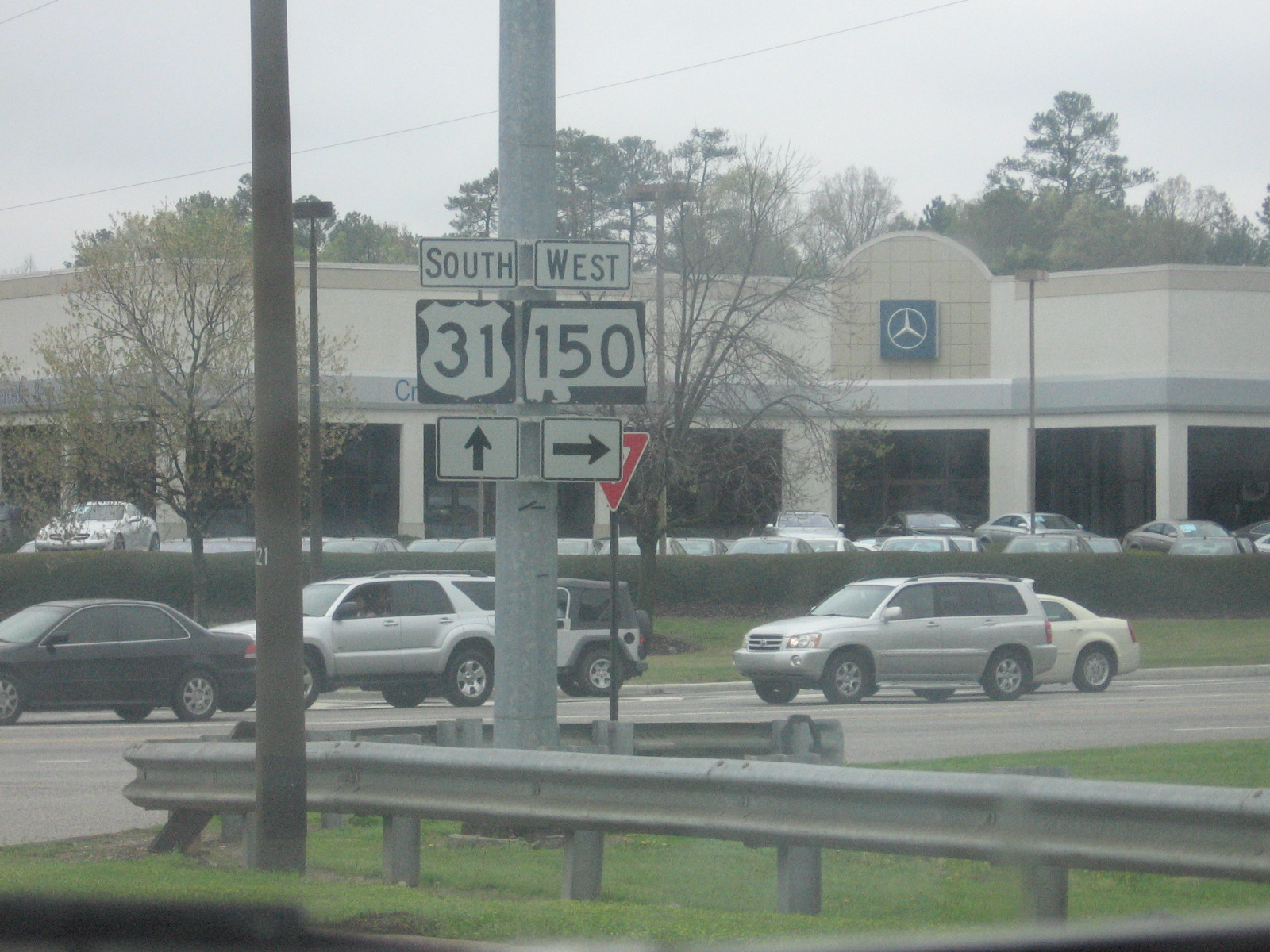
Hoover

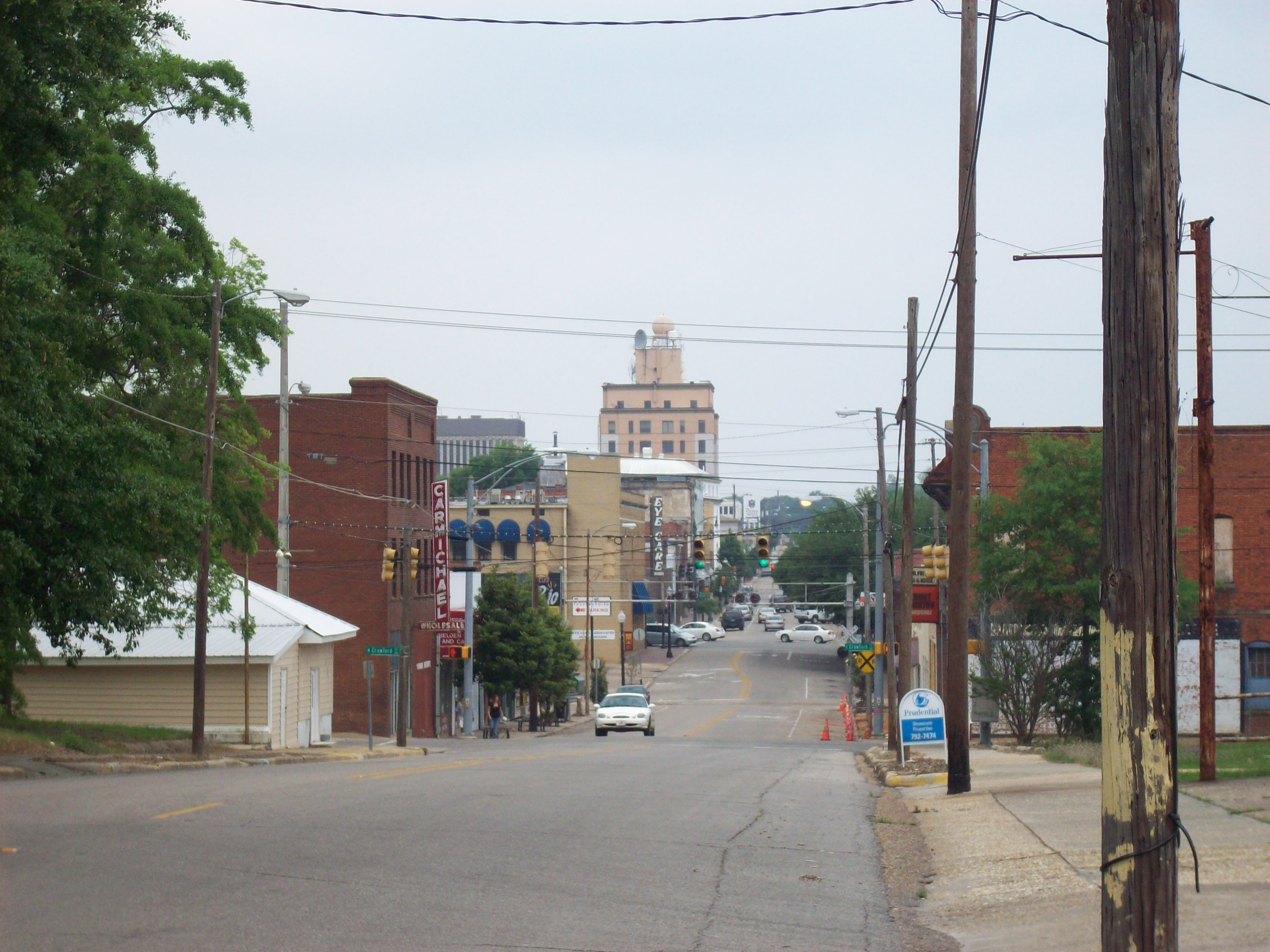
Dothan

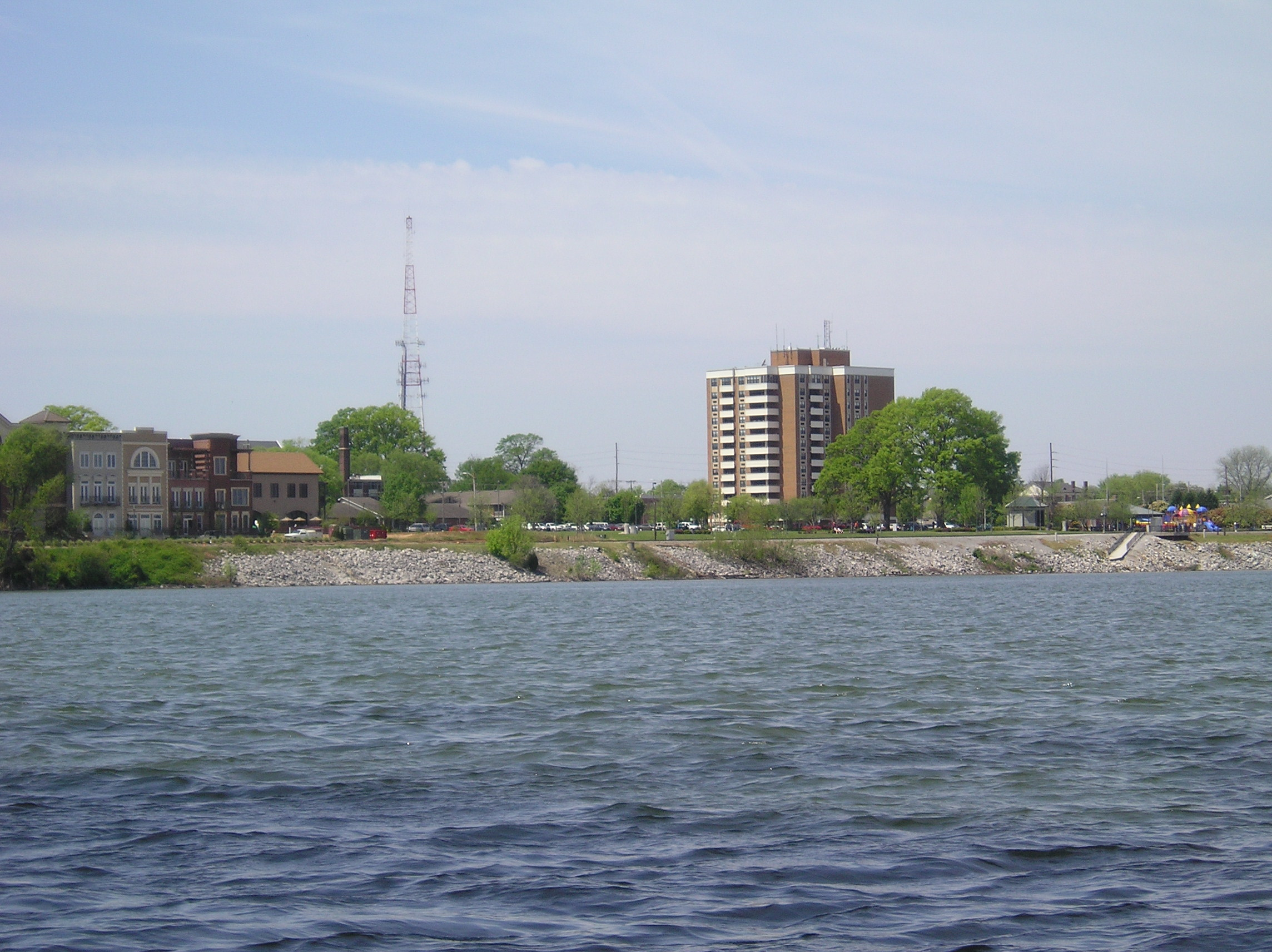
Decatur

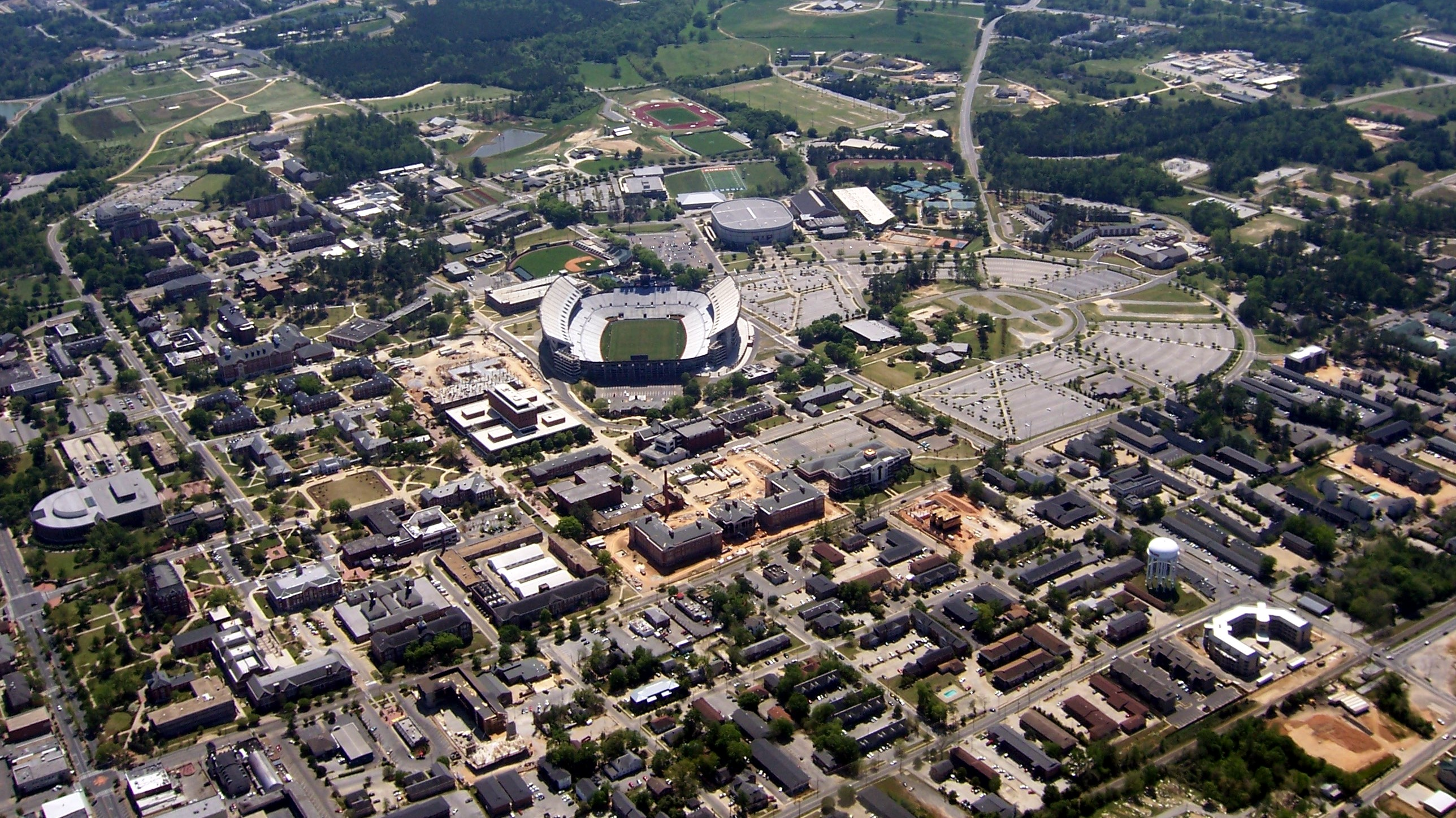
Auburn

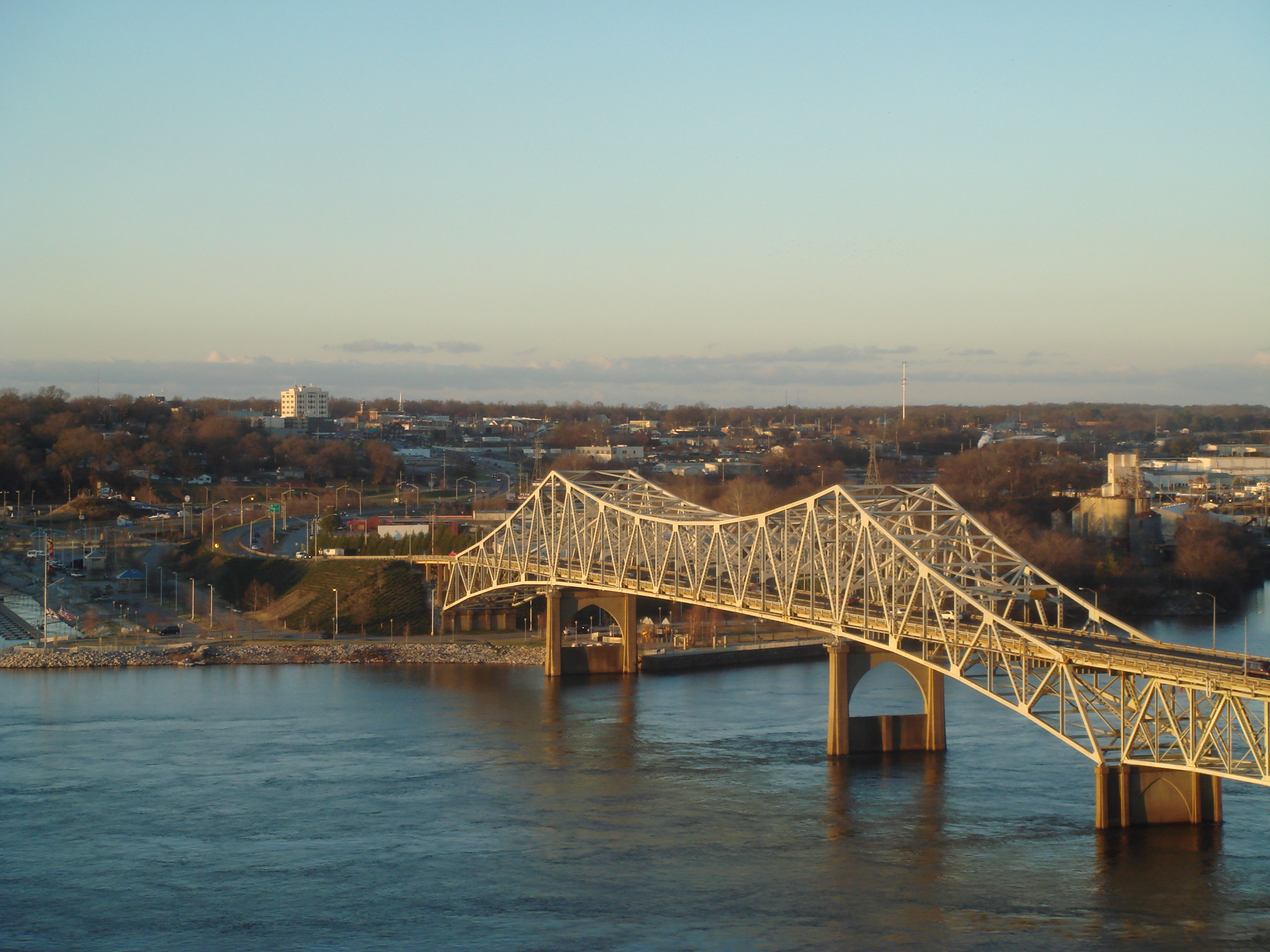
Florence

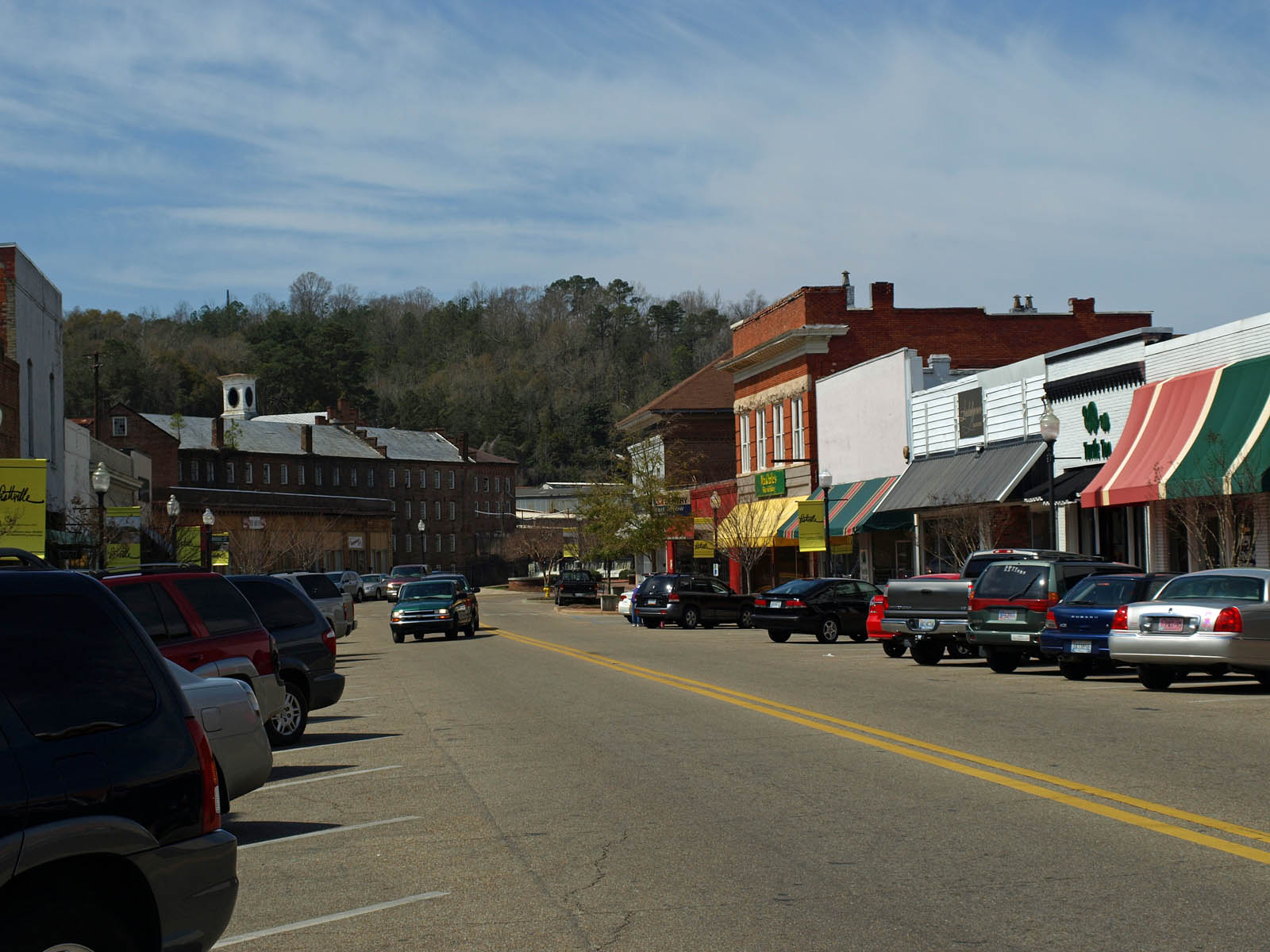
Prattville

Megyei központ

| Településnév           | Megye/megyék                                 | Népesség (2010) | Terület (2010) | Népsűrűség (2010) |
| ---------------------- | -------------------------------------------- | --------------- | -------------- | ----------------- |
| Abbeville              | Henry megye                                  | 2688 fő         | 40,25 km²      | 66,78 fő/km²      |
| Adamsville             | Jefferson megye                              | 4522 fő         | 65,08 km²      | 69,48 fő/km²      |
| Addison                | Winston megye                                | 758 fő          | 9,75 km²       | 77,74 fő/km²      |
| Akron                  | Hale megye                                   | 356 fő          | 1,78 km²       | 200 fő/km²        |
| Alabaster              | Shelby megye                                 | 30 352 fő       | 64,86 km²      | 467,96 fő/km²     |
| Albertville            | Marshall megye                               | 21 160 fő       | 68,78 km²      | 307,65 fő/km²     |
| Alexander City         | Tallapoosa megye                             | 14 875 fő       | 105,77 km²     | 140,64 fő/km²     |
| Aliceville             | Pickens megye                                | 2486 fő         | 11,81 km²      | 210,5 fő/km²      |
| Allgood                | Blount megye                                 | 622 fő          | 2,69 km²       | 231,23 fő/km²     |
| Altoona                | Etowah megye Blount megye                    | 933 fő          | 11,18 km²      | 83,45 fő/km²      |
| Andalusia              | Covington megye                              | 9015 fő         | 50,91 km²      | 177,08 fő/km²     |
| Anderson               | Lauderdale megye                             | 282 fő          | 3,35 km²       | 84,18 fő/km²      |
| Anniston               | Calhoun megye                                | 23 106 fő       | 118,19 km²     | 195,5 fő/km²      |
| Arab                   | Marshall megye Cullman megye                 | 8050 fő         | 33,62 km²      | 239,44 fő/km²     |
| Ardmore                | Limestone megye                              | 1194 fő         | 5,29 km²       | 225,71 fő/km²     |
| Argo                   | St. Clair megye Jefferson megye              | 4071 fő         | 27,9 km²       | 145,91 fő/km²     |
| Ariton                 | Dale megye                                   | 764 fő          | 13,18 km²      | 57,97 fő/km²      |
| Arley                  | Winston megye                                | 357 fő          | 9,74 km²       | 36,65 fő/km²      |
| Ashford                | Houston megye                                | 2148 fő         | 16,31 km²      | 131,7 fő/km²      |
| Ashland                | Clay megye                                   | 2037 fő         | 18,97 km²      | 107,38 fő/km²     |
| Ashville               | St. Clair megye                              | 2212 fő         | 49,76 km²      | 44,45 fő/km²      |
| Athens                 | Limestone megye                              | 21 897 fő       | 102,4 km²      | 213,84 fő/km²     |
| Atmore                 | Escambia megye                               | 10 194 fő       | 56,6 km²       | 180,11 fő/km²     |
| Attalla                | Etowah megye                                 | 6048 fő         | 18,08 km²      | 334,51 fő/km²     |
| Auburn                 | Lee megye                                    | 53 380 fő       | 150,39 km²     | 354,94 fő/km²     |
| Autaugaville           | Autauga megye                                | 870 fő          | 19,74 km²      | 44,07 fő/km²      |
| Avon                   | Houston megye                                | 543 fő          | 6,86 km²       | 79,15 fő/km²      |
| Babbie                 | Covington megye                              | 603 fő          | 29,71 km²      | 20,3 fő/km²       |
| Baileyton              | Cullman megye                                | 610 fő          | 13,62 km²      | 44,79 fő/km²      |
| Bakerhill              | Barbour megye                                | 279 fő          | 7,12 km²       | 39,19 fő/km²      |
| Banks                  | Pike megye                                   | 179 fő          | 5,15 km²       | 34,76 fő/km²      |
| Bay Minette            | Baldwin megye                                | 8044 fő         | 22,19 km²      | 362,51 fő/km²     |
| Bayou La Batre         | Mobile megye                                 | 2558 fő         | 19,37 km²      | 132,06 fő/km²     |
| Bear Creek             | Marion megye                                 | 1070 fő         | 35,3 km²       | 30,31 fő/km²      |
| Beatrice               | Monroe megye                                 | 301 fő          | 3,5 km²        | 86 fő/km²         |
| Beaverton              | Lamar megye                                  | 201 fő          | 11,88 km²      | 16,92 fő/km²      |
| Belk                   | Fayette megye                                | 215 fő          | 3,59 km²       | 59,89 fő/km²      |
| Benton                 | Lowndes megye                                | 49 fő           | 0,78 km²       | 62,82 fő/km²      |
| Berry                  | Fayette megye                                | 1148 fő         | 27,89 km²      | 41,16 fő/km²      |
| Bessemer               | Jefferson megye                              | 27 456 fő       | 103,2 km²      | 266,05 fő/km²     |
| Billingsley            | Autauga megye                                | 144 fő          | 3,38 km²       | 42,6 fő/km²       |
| Birmingham             | Jefferson megye Shelby megye                 | 212 237 fő      | 378,3 km²      | 561,03 fő/km²     |
| Black                  | Geneva megye                                 | 207 fő          | 7,98 km²       | 25,94 fő/km²      |
| Blountsville           | Blount megye                                 | 1684 fő         | 14,03 km²      | 120,03 fő/km²     |
| Blue Springs           | Barbour megye                                | 96 fő           | 7,5 km²        | 12,8 fő/km²       |
| Boaz                   | Marshall megye Etowah megye                  | 9551 fő         | 37,68 km²      | 253,48 fő/km²     |
| Boligee                | Greene megye                                 | 328 fő          | 10,23 km²      | 32,06 fő/km²      |
| Bon Air                | Talladega megye                              | 116 fő          | 3,44 km²       | 33,72 fő/km²      |
| Brantley               | Crenshaw megye                               | 809 fő          | 8,05 km²       | 100,5 fő/km²      |
| Brent                  | Bibb megye                                   | 4947 fő         | 22,74 km²      | 217,55 fő/km²     |
| Brewton                | Escambia megye                               | 5408 fő         | 29,01 km²      | 186,42 fő/km²     |
| Bridgeport             | Jackson megye                                | 2418 fő         | 11,43 km²      | 211,55 fő/km²     |
| Brighton               | Jefferson megye                              | 2945 fő         | 3,67 km²       | 802,45 fő/km²     |
| Brilliant              | Marion megye                                 | 900 fő          | 27,69 km²      | 32,5 fő/km²       |
| Brookside              | Jefferson megye                              | 1363 fő         | 16,59 km²      | 82,16 fő/km²      |
| Brookwood              | Tuscaloosa megye                             | 1828 fő         | 21,66 km²      | 84,4 fő/km²       |
| Brundidge              | Pike megye                                   | 2076 fő         | 25,24 km²      | 82,25 fő/km²      |
| Butler                 | Choctaw megye                                | 1894 fő         | 14,42 km²      | 131,35 fő/km²     |
| Calera                 | Shelby megye Chilton megye                   | 11 620 fő       | 62,39 km²      | 186,25 fő/km²     |
| Camden                 | Wilcox megye                                 | 2020 fő         | 10,84 km²      | 186,35 fő/km²     |
| Camp Hill              | Tallapoosa megye                             | 1014 fő         | 23,28 km²      | 43,56 fő/km²      |
| Carbon Hill            | Walker megye                                 | 2021 fő         | 14,24 km²      | 141,92 fő/km²     |
| Cardiff                | Jefferson megye                              | 55 fő           | 0,65 km²       | 84,62 fő/km²      |
| Carolina               | Covington megye                              | 297 fő          | 2,87 km²       | 103,48 fő/km²     |
| Carrollton             | Pickens megye                                | 1019 fő         | 5,33 km²       | 191,18 fő/km²     |
| Castleberry            | Conecuh megye                                | 583 fő          | 4,43 km²       | 131,6 fő/km²      |
| Cedar Bluff            | Cherokee megye                               | 1820 fő         | 13,13 km²      | 138,61 fő/km²     |
| Center Point           | Jefferson megye                              | 16 921 fő       | 15,84 km²      | 1068,24 fő/km²    |
| Centre                 | Cherokee megye                               | 3489 fő         | 29,62 km²      | 117,79 fő/km²     |
| Centreville            | Bibb megye                                   | 2778 fő         | 24,48 km²      | 113,48 fő/km²     |
| Chatom                 | Washington megye                             | 1288 fő         | 27,77 km²      | 46,38 fő/km²      |
| Chelsea                | Shelby megye                                 | 10 183 fő       | 55,28 km²      | 184,21 fő/km²     |
| Cherokee               | Colbert megye                                | 1048 fő         | 5,74 km²       | 182,58 fő/km²     |
| Chickasaw              | Mobile megye                                 | 6106 fő         | 10,9 km²       | 560,18 fő/km²     |
| Childersburg           | Talladega megye Shelby megye                 | 5175 fő         | 31,97 km²      | 161,87 fő/km²     |
| Citronelle             | Mobile megye                                 | 3905 fő         | 66,65 km²      | 58,59 fő/km²      |
| Clanton                | Chilton megye                                | 8619 fő         | 56,81 km²      | 151,72 fő/km²     |
| Clay                   | Jefferson megye                              | 9708 fő         | 25,73 km²      | 377,3 fő/km²      |
| Clayhatchee            | Dale megye                                   | 589 fő          | 7,04 km²       | 83,66 fő/km²      |
| Clayton                | Barbour megye                                | 3008 fő         | 17,29 km²      | 173,97 fő/km²     |
| Cleveland              | Blount megye                                 | 1303 fő         | 20,3 km²       | 64,19 fő/km²      |
| Clio                   | Barbour megye                                | 1399 fő         | 26,07 km²      | 53,66 fő/km²      |
| Coaling                | Tuscaloosa megye                             | 1657 fő         | 13,01 km²      | 127,36 fő/km²     |
| Coffee Springs         | Geneva megye                                 | 228 fő          | 2,03 km²       | 112,32 fő/km²     |
| Coffeeville            | Clarke megye                                 | 352 fő          | 11,71 km²      | 30,06 fő/km²      |
| Coker                  | Tuscaloosa megye                             | 979 fő          | 5,25 km²       | 186,48 fő/km²     |
| Collinsville           | DeKalb megye Cherokee megye                  | 1983 fő         | 10,14 km²      | 195,56 fő/km²     |
| Colony                 | Cullman megye                                | 268 fő          | 5,83 km²       | 45,97 fő/km²      |
| Columbia               | Houston megye                                | 740 fő          | 10,18 km²      | 72,69 fő/km²      |
| Columbiana             | Shelby megye                                 | 4197 fő         | 41,67 km²      | 100,72 fő/km²     |
| Coosada                | Elmore megye                                 | 1224 fő         | 18,33 km²      | 66,78 fő/km²      |
| Cordova                | Walker megye                                 | 2095 fő         | 15,09 km²      | 138,83 fő/km²     |
| Cottonwood             | Houston megye                                | 1289 fő         | 14,95 km²      | 86,22 fő/km²      |
| County Line            | Blount megye Jefferson megye                 | 258 fő          | 2,5 km²        | 103,2 fő/km²      |
| Courtland              | Lawrence megye                               | 609 fő          | 7,55 km²       | 80,66 fő/km²      |
| Cowarts                | Houston megye                                | 1871 fő         | 18,78 km²      | 99,63 fő/km²      |
| Creola                 | Mobile megye                                 | 1926 fő         | 36,88 km²      | 52,22 fő/km²      |
| Crossville             | DeKalb megye                                 | 1862 fő         | 21,67 km²      | 85,93 fő/km²      |
| Cuba                   | Sumter megye                                 | 346 fő          | 10,52 km²      | 32,89 fő/km²      |
| Cullman                | Cullman megye                                | 14 775 fő       | 50,18 km²      | 294,44 fő/km²     |
| Cusseta                | Chambers megye                               | 123 fő          | 6,78 km²       | 18,14 fő/km²      |
| Dadeville              | Tallapoosa megye                             | 3230 fő         | 41,29 km²      | 78,23 fő/km²      |
| Daleville              | Dale megye                                   | 5295 fő         | 36,49 km²      | 145,11 fő/km²     |
| Daphne                 | Baldwin megye                                | 21 570 fő       | 42,06 km²      | 512,84 fő/km²     |
| Dauphin Island         | Mobile megye                                 | 1238 fő         | 16,44 km²      | 75,3 fő/km²       |
| Daviston               | Tallapoosa megye                             | 214 fő          | 23,66 km²      | 9,04 fő/km²       |
| Dayton                 | Marengo megye                                | 52 fő           | 2,58 km²       | 20,16 fő/km²      |
| Deatsville             | Elmore megye                                 | 1154 fő         | 12,07 km²      | 95,61 fő/km²      |
| Decatur                | Morgan megye Limestone megye                 | 55 683 fő       | 139,01 km²     | 400,57 fő/km²     |
| Demopolis              | Marengo megye                                | 7483 fő         | 45,94 km²      | 162,89 fő/km²     |
| Detroit                | Lamar megye                                  | 237 fő          | 3,43 km²       | 69,1 fő/km²       |
| Dodge City             | Cullman megye                                | 593 fő          | 8,91 km²       | 66,55 fő/km²      |
| Dora                   | Walker megye                                 | 2025 fő         | 19,45 km²      | 104,11 fő/km²     |
| Dothan                 | Houston megye Dale megye Henry megye         | 65 496 fő       | 231,53 km²     | 282,88 fő/km²     |
| Double Springs         | Winston megye                                | 1083 fő         | 10,64 km²      | 101,79 fő/km²     |
| Douglas                | Marshall megye                               | 744 fő          | 8,82 km²       | 84,35 fő/km²      |
| Dozier                 | Crenshaw megye                               | 329 fő          | 7,66 km²       | 42,95 fő/km²      |
| Dutton                 | Jackson megye                                | 315 fő          | 2,24 km²       | 140,63 fő/km²     |
| East Brewton           | Escambia megye                               | 2478 fő         | 8,83 km²       | 280,63 fő/km²     |
| Eclectic               | Elmore megye                                 | 1001 fő         | 10,89 km²      | 91,92 fő/km²      |
| Edwardsville           | Cleburne megye                               | 202 fő          | 42,59 km²      | 4,74 fő/km²       |
| Elba                   | Coffee megye                                 | 3940 fő         | 39,72 km²      | 99,19 fő/km²      |
| Elberta                | Baldwin megye                                | 1498 fő         | 17,5 km²       | 85,6 fő/km²       |
| Eldridge               | Walker megye                                 | 130 fő          | 1,81 km²       | 71,82 fő/km²      |
| Elkmont                | Limestone megye                              | 434 fő          | 4,22 km²       | 102,84 fő/km²     |
| Elmore                 | Elmore megye                                 | 1262 fő         | 10,23 km²      | 123,36 fő/km²     |
| Emelle                 | Sumter megye                                 | 53 fő           | 0,55 km²       | 96,36 fő/km²      |
| Enterprise             | Coffee megye Dale megye                      | 26 562 fő       | 80,91 km²      | 328,29 fő/km²     |
| Epes                   | Sumter megye                                 | 192 fő          | 4,97 km²       | 38,63 fő/km²      |
| Ethelsville            | Pickens megye                                | 81 fő           | 1,47 km²       | 55,1 fő/km²       |
| Eufaula                | Barbour megye                                | 13 137 fő       | 153,81 km²     | 85,41 fő/km²      |
| Eutaw                  | Greene megye                                 | 2934 fő         | 30,91 km²      | 94,92 fő/km²      |
| Eva                    | Morgan megye                                 | 519 fő          | 10,54 km²      | 49,24 fő/km²      |
| Evergreen              | Conecuh megye                                | 3944 fő         | 40,41 km²      | 97,6 fő/km²       |
| Excel                  | Monroe megye                                 | 723 fő          | 4,27 km²       | 169,32 fő/km²     |
| Fairfield              | Jefferson megye                              | 11 117 fő       | 8,99 km²       | 1236,60 fő/km²    |
| Fairhope               | Baldwin megye                                | 15 326 fő       | 31,22 km²      | 490,9 fő/km²      |
| Fairview               | Cullman megye                                | 446 fő          | 7,02 km²       | 63,53 fő/km²      |
| Falkville              | Morgan megye                                 | 1279 fő         | 9,79 km²       | 130,64 fő/km²     |
| Faunsdale              | Marengo megye                                | 98 fő           | 0,72 km²       | 136,11 fő/km²     |
| Fayette                | Fayette megye                                | 4619 fő         | 22,14 km²      | 208,63 fő/km²     |
| Five Points            | Chambers megye                               | 141 fő          | 2,67 km²       | 52,81 fő/km²      |
| Flomaton               | Escambia megye                               | 1440 fő         | 13,17 km²      | 109,34 fő/km²     |
| Florala                | Covington megye                              | 1980 fő         | 27,28 km²      | 72,58 fő/km²      |
| Florence               | Lauderdale megye                             | 39 319 fő       | 67,33 km²      | 583,97 fő/km²     |
| Foley                  | Baldwin megye                                | 14 618 fő       | 66,73 km²      | 219,06 fő/km²     |
| Forkland               | Greene megye                                 | 649 fő          | 9,05 km²       | 71,71 fő/km²      |
| Fort Deposit           | Lowndes megye                                | 1344 fő         | 14,66 km²      | 91,68 fő/km²      |
| Fort Payne             | DeKalb megye                                 | 14 012 fő       | 143,7 km²      | 97,51 fő/km²      |
| Franklin               | Macon megye                                  | 149 fő          | 11,57 km²      | 12,88 fő/km²      |
| Frisco City            | Monroe megye                                 | 1309 fő         | 10,43 km²      | 125,5 fő/km²      |
| Fruithurst             | Cleburne megye                               | 284 fő          | 2,59 km²       | 109,65 fő/km²     |
| Fulton                 | Clarke megye                                 | 272 fő          | 6,35 km²       | 42,83 fő/km²      |
| Fultondale             | Jefferson megye                              | 8380 fő         | 31,59 km²      | 265,27 fő/km²     |
| Fyffe                  | DeKalb megye                                 | 1018 fő         | 11,41 km²      | 89,22 fő/km²      |
| Gadsden                | Etowah megye                                 | 36 856 fő       | 96,24 km²      | 382,96 fő/km²     |
| Gainesville            | Sumter megye                                 | 208 fő          | 4,45 km²       | 46,74 fő/km²      |
| Gantt                  | Covington megye                              | 222 fő          | 1,68 km²       | 132,14 fő/km²     |
| Garden City            | Cullman megye Blount megye                   | 492 fő          | 7,79 km²       | 63,16 fő/km²      |
| Gardendale             | Jefferson megye                              | 13 893 fő       | 58,39 km²      | 237,93 fő/km²     |
| Gaylesville            | Cherokee megye                               | 144 fő          | 0,89 km²       | 161,8 fő/km²      |
| Geiger                 | Sumter megye                                 | 170 fő          | 2,45 km²       | 69,39 fő/km²      |
| Geneva                 | Geneva megye                                 | 4452 fő         | 41,1 km²       | 108,32 fő/km²     |
| Georgiana              | Butler megye                                 | 1738 fő         | 16,15 km²      | 107,62 fő/km²     |
| Geraldine              | DeKalb megye                                 | 896 fő          | 10,14 km²      | 88,36 fő/km²      |
| Gilbertown             | Choctaw megye                                | 215 fő          | 2,02 km²       | 106,44 fő/km²     |
| Glen Allen             | Fayette megye Marion megye                   | 510 fő          | 16,97 km²      | 30,05 fő/km²      |
| Glencoe                | Etowah megye Calhoun megye                   | 5160 fő         | 43,85 km²      | 117,67 fő/km²     |
| Glenwood               | Crenshaw megye                               | 187 fő          | 1,89 km²       | 98,94 fő/km²      |
| Goldville              | Tallapoosa megye                             | 55 fő           | 2,55 km²       | 21,57 fő/km²      |
| Good Hope              | Cullman megye                                | 2264 fő         | 20,55 km²      | 110,17 fő/km²     |
| Goodwater              | Coosa megye                                  | 1475 fő         | 16,82 km²      | 87,69 fő/km²      |
| Gordo                  | Pickens megye                                | 1750 fő         | 8,42 km²       | 207,84 fő/km²     |
| Gordon                 | Houston megye                                | 332 fő          | 8,3 km²        | 40 fő/km²         |
| Gordonville            | Lowndes megye                                | 326 fő          | 14,35 km²      | 22,72 fő/km²      |
| Goshen                 | Pike megye                                   | 266 fő          | 6,64 km²       | 40,06 fő/km²      |
| Grant                  | Marshall megye                               | 896 fő          | 4,62 km²       | 193,94 fő/km²     |
| Graysville             | Jefferson megye                              | 2165 fő         | 43,83 km²      | 49,4 fő/km²       |
| Greensboro             | Hale megye                                   | 2497 fő         | 6,16 km²       | 405,36 fő/km²     |
| Greenville             | Butler megye                                 | 8135 fő         | 55,31 km²      | 147,08 fő/km²     |
| Grimes                 | Dale megye                                   | 558 fő          | 3,24 km²       | 172,22 fő/km²     |
| Grove Hill             | Clarke megye                                 | 1570 fő         | 12,87 km²      | 121,99 fő/km²     |
| Guin                   | Marion megye                                 | 2376 fő         | 38,73 km²      | 61,35 fő/km²      |
| Gulf Shores            | Baldwin megye                                | 9741 fő         | 59,97 km²      | 162,43 fő/km²     |
| Guntersville           | Marshall megye                               | 8197 fő         | 65,77 km²      | 124,63 fő/km²     |
| Gurley                 | Madison megye                                | 801 fő          | 9,11 km²       | 87,93 fő/km²      |
| Gu-Win                 | Marion megye Fayette megye                   | 176 fő          | 5,03 km²       | 34,99 fő/km²      |
| Hackleburg             | Marion megye                                 | 1516 fő         | 39,56 km²      | 38,32 fő/km²      |
| Haleburg               | Henry megye                                  | 103 fő          | 9,94 km²       | 10,36 fő/km²      |
| Haleyville             | Winston megye Marion megye                   | 4173 fő         | 21,47 km²      | 194,36 fő/km²     |
| Hamilton               | Marion megye                                 | 6885 fő         | 98,58 km²      | 69,84 fő/km²      |
| Hammondville           | DeKalb megye                                 | 488 fő          | 12,7 km²       | 38,43 fő/km²      |
| Hanceville             | Cullman megye                                | 2982 fő         | 10,91 km²      | 273,33 fő/km²     |
| Harpersville           | Shelby megye                                 | 1637 fő         | 53,68 km²      | 30,5 fő/km²       |
| Hartford               | Geneva megye                                 | 2624 fő         | 16,15 km²      | 162,48 fő/km²     |
| Hartselle              | Morgan megye                                 | 14 255 fő       | 42,12 km²      | 338,44 fő/km²     |
| Hayden                 | Blount megye                                 | 444 fő          | 2,9 km²        | 153,1 fő/km²      |
| Hayneville             | Lowndes megye                                | 932 fő          | 4,82 km²       | 193,36 fő/km²     |
| Headland               | Henry megye                                  | 4510 fő         | 78,43 km²      | 57,5 fő/km²       |
| Heath                  | Covington megye                              | 254 fő          | 2,31 km²       | 109,96 fő/km²     |
| Heflin                 | Cleburne megye                               | 3480 fő         | 41,57 km²      | 83,71 fő/km²      |
| Helena                 | Shelby megye Jefferson megye                 | 16 793 fő       | 52,69 km²      | 318,71 fő/km²     |
| Henagar                | DeKalb megye                                 | 2344 fő         | 57,68 km²      | 40,64 fő/km²      |
| Highland Lake          | Blount megye                                 | 412 fő          | 4,22 km²       | 97,63 fő/km²      |
| Hillsboro              | Lawrence megye                               | 552 fő          | 4,87 km²       | 113,35 fő/km²     |
| Hobson City            | Calhoun megye                                | 771 fő          | 2,7 km²        | 285,56 fő/km²     |
| Hodges                 | Franklin megye                               | 288 fő          | 10,71 km²      | 26,89 fő/km²      |
| Hokes Bluff            | Etowah megye                                 | 4286 fő         | 30,93 km²      | 138,57 fő/km²     |
| Holly Pond             | Cullman megye                                | 798 fő          | 11,49 km²      | 69,45 fő/km²      |
| Hollywood              | Jackson megye                                | 1000 fő         | 23,09 km²      | 43,31 fő/km²      |
| Homewood               | Jefferson megye                              | 25 167 fő       | 21,66 km²      | 1161,91 fő/km²    |
| Hoover                 | Jefferson megye Shelby megye                 | 81 619 fő       | 122,14 km²     | 668,24 fő/km²     |
| Horn Hill              | Covington megye                              | 228 fő          | 6,62 km²       | 34,44 fő/km²      |
| Hueytown               | Jefferson megye                              | 16 105 fő       | 50,37 km²      | 319,73 fő/km²     |
| Huntsville             | Madison megye Limestone megye                | 180 105 fő      | 541,43 km²     | 332,65 fő/km²     |
| Hurtsboro              | Russell megye                                | 553 fő          | 2,68 km²       | 206,34 fő/km²     |
| Hytop                  | Jackson megye                                | 354 fő          | 5,88 km²       | 60,2 fő/km²       |
| Ider                   | DeKalb megye                                 | 723 fő          | 14,08 km²      | 51,35 fő/km²      |
| Indian Springs Village | Shelby megye                                 | 2363 fő         | 9,85 km²       | 239,9 fő/km²      |
| Irondale               | Jefferson megye                              | 12 349 fő       | 44,83 km²      | 275,46 fő/km²     |
| Jackson                | Clarke megye                                 | 5228 fő         | 40,51 km²      | 129,05 fő/km²     |
| Jackson's Gap          | Tallapoosa megye                             | 828 fő          | 22,05 km²      | 37,55 fő/km²      |
| Jacksonville           | Calhoun megye                                | 12 548 fő       | 25,49 km²      | 492,27 fő/km²     |
| Jasper                 | Walker megye                                 | 14 352 fő       | 73,71 km²      | 194,71 fő/km²     |
| Jemison                | Chilton megye                                | 2585 fő         | 28,98 km²      | 89,2 fő/km²       |
| Kansas                 | Walker megye                                 | 226 fő          | 2,63 km²       | 85,93 fő/km²      |
| Kellyton               | Coosa megye                                  | 217 fő          | 2,5 km²        | 86,8 fő/km²       |
| Kennedy                | Lamar megye                                  | 447 fő          | 7,95 km²       | 56,23 fő/km²      |
| Killen                 | Lauderdale megye                             | 1108 fő         | 5,1 km²        | 217,25 fő/km²     |
| Kimberly               | Jefferson megye                              | 2711 fő         | 15,15 km²      | 178,94 fő/km²     |
| Kinsey                 | Houston megye                                | 2198 fő         | 31,34 km²      | 70,13 fő/km²      |
| Kinston                | Coffee megye                                 | 540 fő          | 12,65 km²      | 42,69 fő/km²      |
| La Fayette             | Chambers megye                               | 3003 fő         | 22,94 km²      | 130,91 fő/km²     |
| Lake View              | Tuscaloosa megye                             | 1943 fő         | 4,14 km²       | 469,32 fő/km²     |
| Lakeview               | DeKalb megye                                 | 143 fő          | 1,64 km²       | 87,2 fő/km²       |
| Lanett                 | Chambers megye                               | 6468 fő         | 16,11 km²      | 401,49 fő/km²     |
| Langston               | Jackson megye                                | 270 fő          | 12,76 km²      | 21,16 fő/km²      |
| Leeds                  | Jefferson megye St. Clair megye Shelby megye | 11 773 fő       | 59,21 km²      | 198,83 fő/km²     |
| Leesburg               | Cherokee megye                               | 1027 fő         | 16,62 km²      | 61,79 fő/km²      |
| Leighton               | Colbert megye                                | 729 fő          | 2,55 km²       | 285,88 fő/km²     |
| Lester                 | Limestone megye                              | 111 fő          | 4,74 km²       | 23,42 fő/km²      |
| Level Plains           | Dale megye                                   | 2085 fő         | 7,93 km²       | 262,93 fő/km²     |
| Lexington              | Lauderdale megye                             | 735 fő          | 8,38 km²       | 87,71 fő/km²      |
| Libertyville           | Covington megye                              | 117 fő          | 1,35 km²       | 86,67 fő/km²      |
| Lincoln                | Talladega megye                              | 6266 fő         | 65,02 km²      | 96,37 fő/km²      |
| Linden                 | Marengo megye                                | 2123 fő         | 9,27 km²       | 229,02 fő/km²     |
| Lineville              | Clay megye                                   | 2395 fő         | 23,15 km²      | 103,46 fő/km²     |
| Lipscomb               | Jefferson megye                              | 2210 fő         | 3,04 km²       | 726,97 fő/km²     |
| Lisman                 | Choctaw megye                                | 539 fő          | 6,7 km²        | 80,45 fő/km²      |
| Littleville            | Colbert megye                                | 1011 fő         | 12,88 km²      | 78,49 fő/km²      |
| Livingston             | Sumter megye                                 | 3485 fő         | 18,47 km²      | 188,68 fő/km²     |
| Loachapoka             | Lee megye                                    | 180 fő          | 2,94 km²       | 61,22 fő/km²      |
| Lockhart               | Covington megye                              | 516 fő          | 2,82 km²       | 182,98 fő/km²     |
| Locust Fork            | Blount megye                                 | 1186 fő         | 9,96 km²       | 119,08 fő/km²     |
| Louisville             | Barbour megye                                | 519 fő          | 7,12 km²       | 72,89 fő/km²      |
| Lowndesboro            | Lowndes megye                                | 115 fő          | 2,05 km²       | 56,1 fő/km²       |
| Loxley                 | Baldwin megye                                | 1632 fő         | 82,49 km²      | 19,78 fő/km²      |
| Luverne                | Crenshaw megye                               | 2800 fő         | 40,52 km²      | 69,1 fő/km²       |
| Lynn                   | Winston megye                                | 659 fő          | 27,58 km²      | 23,89 fő/km²      |
| Madison                | Madison megye Limestone megye                | 42 938 fő       | 76,65 km²      | 560,18 fő/km²     |
| Madrid                 | Houston megye                                | 350 fő          | 5,02 km²       | 69,72 fő/km²      |
| Magnolia Springs       | Baldwin megye                                | 723 fő          | 2,32 km²       | 311,64 fő/km²     |
| Malvern                | Geneva megye                                 | 1448 fő         | 36,31 km²      | 39,88 fő/km²      |
| Maplesville            | Chilton megye                                | 708 fő          | 8,47 km²       | 83,59 fő/km²      |
| Margaret               | St. Clair megye                              | 4428 fő         | 25,44 km²      | 174,06 fő/km²     |
| Marion                 | Perry megye                                  | 3686 fő         | 27,36 km²      | 134,72 fő/km²     |
| Maytown                | Jefferson megye                              | 385 fő          | 6,95 km²       | 55,4 fő/km²       |
| McIntosh               | Washington megye                             | 238 fő          | 2,58 km²       | 92,25 fő/km²      |
| McKenzie               | Butler megye Conecuh megye                   | 530 fő          | 9,64 km²       | 54,98 fő/km²      |
| McMullen               | Pickens megye                                | 10 fő           | 0,28 km²       | 35,71 fő/km²      |
| Memphis                | Pickens megye                                | 29 fő           | 1 km²          | 29 fő/km²         |
| Mentone                | DeKalb megye                                 | 360 fő          | 12,09 km²      | 29,78 fő/km²      |
| Midfield               | Jefferson megye                              | 5365 fő         | 6,87 km²       | 780,93 fő/km²     |
| Midland City           | Dale megye                                   | 2344 fő         | 15,74 km²      | 148,92 fő/km²     |
| Midway                 | Bullock megye                                | 499 fő          | 8,57 km²       | 58,23 fő/km²      |
| Millbrook              | Elmore megye Autauga megye                   | 14 640 fő       | 33,18 km²      | 441,23 fő/km²     |
| Millport               | Lamar megye                                  | 1049 fő         | 14,23 km²      | 73,72 fő/km²      |
| Millry                 | Washington megye                             | 546 fő          | 19,4 km²       | 28,14 fő/km²      |
| Mobile                 | Mobile megye                                 | 195 111 fő      | 360,28 km²     | 541,55 fő/km²     |
| Monroeville            | Monroe megye                                 | 6519 fő         | 34,63 km²      | 188,25 fő/km²     |
| Montevallo             | Shelby megye                                 | 6323 fő         | 32,6 km²       | 193,96 fő/km²     |
| Montgomery             | Montgomery megye                             | 205 764 fő      | 413,26 km²     | 497,9 fő/km²      |
| Moody                  | St. Clair megye                              | 11 726 fő       | 63,19 km²      | 185,57 fő/km²     |
| Mooresville            | Limestone megye                              | 53 fő           | 0,31 km²       | 170,97 fő/km²     |
| Morris                 | Jefferson megye                              | 1859 fő         | 7,84 km²       | 237,12 fő/km²     |
| Mosses                 | Lowndes megye                                | 1029 fő         | 12,27 km²      | 83,86 fő/km²      |
| Moulton                | Lawrence megye                               | 3471 fő         | 15,52 km²      | 223,65 fő/km²     |
| Moundville             | Hale megye Tuscaloosa megye                  | 2427 fő         | 11,87 km²      | 204,47 fő/km²     |
| Mount Vernon           | Mobile megye                                 | 1574 fő         | 13,52 km²      | 116,42 fő/km²     |
| Mountain Brook         | Jefferson megye                              | 20 413 fő       | 33,11 km²      | 616,52 fő/km²     |
| Mulga                  | Jefferson megye                              | 836 fő          | 1,59 km²       | 525,79 fő/km²     |
| Munford                | Talladega megye                              | 1292 fő         | 5,73 km²       | 225,48 fő/km²     |
| Muscle Shoals          | Colbert megye                                | 13 146 fő       | 40,22 km²      | 326,85 fő/km²     |
| Myrtlewood             | Marengo megye                                | 130 fő          | 6,72 km²       | 19,35 fő/km²      |
| Napier Field           | Dale megye                                   | 354 fő          | 0,67 km²       | 528,36 fő/km²     |
| Natural Bridge         | Winston megye                                | 37 fő           | 1,12 km²       | 33,04 fő/km²      |
| Nauvoo                 | Walker megye Winston megye                   | 221 fő          | 2,56 km²       | 86,33 fő/km²      |
| Nectar                 | Blount megye                                 | 345 fő          | 4,69 km²       | 73,56 fő/km²      |
| Needham                | Choctaw megye                                | 94 fő           | 1,48 km²       | 63,51 fő/km²      |
| New Brockton           | Coffee megye                                 | 1146 fő         | 20,68 km²      | 55,42 fő/km²      |
| New Hope               | Madison megye                                | 2810 fő         | 22,42 km²      | 125,33 fő/km²     |
| New Site               | Tallapoosa megye                             | 773 fő          | 25,55 km²      | 30,25 fő/km²      |
| Newbern                | Hale megye                                   | 186 fő          | 3,01 km²       | 61,79 fő/km²      |
| Newton                 | Dale megye                                   | 1511 fő         | 36,91 km²      | 40,94 fő/km²      |
| Newville               | Henry megye                                  | 539 fő          | 10,41 km²      | 51,78 fő/km²      |
| North Courtland        | Lawrence megye                               | 632 fő          | 1,69 km²       | 373,96 fő/km²     |
| North Johns            | Jefferson megye                              | 145 fő          | 0,53 km²       | 273,58 fő/km²     |
| Northport              | Tuscaloosa megye                             | 23 330 fő       | 43,39 km²      | 537,68 fő/km²     |
| Notasulga              | Macon megye Lee megye                        | 965 fő          | 35,75 km²      | 26,99 fő/km²      |
| Oak Grove              | Talladega megye                              | 528 fő          | 4,6 km²        | 114,78 fő/km²     |
| Oak Hill               | Wilcox megye                                 | 26 fő           | 1,45 km²       | 17,93 fő/km²      |
| Oakman                 | Walker megye                                 | 789 fő          | 7,98 km²       | 98,87 fő/km²      |
| Odenville              | St. Clair megye                              | 3585 fő         | 35,11 km²      | 102,11 fő/km²     |
| Ohatchee               | Calhoun megye                                | 1170 fő         | 15,29 km²      | 76,52 fő/km²      |
| Oneonta                | Blount megye                                 | 6567 fő         | 39,28 km²      | 167,18 fő/km²     |
| Onycha                 | Covington megye                              | 184 fő          | 2,05 km²       | 89,76 fő/km²      |
| Opelika                | Lee megye                                    | 26 477 fő       | 154,33 km²     | 171,56 fő/km²     |
| Opp                    | Covington megye                              | 6659 fő         | 61,29 km²      | 108,65 fő/km²     |
| Orange Beach           | Baldwin megye                                | 5441 fő         | 38,08 km²      | 142,88 fő/km²     |
| Orrville               | Dallas megye                                 | 204 fő          | 2,69 km²       | 75,84 fő/km²      |
| Owens Cross Roads      | Madison megye                                | 1521 fő         | 21,49 km²      | 70,78 fő/km²      |
| Oxford                 | Calhoun megye Talladega megye                | 21 348 fő       | 79,42 km²      | 268,8 fő/km²      |
| Ozark                  | Dale megye                                   | 14 907 fő       | 88,28 km²      | 168,86 fő/km²     |
| Paint Rock             | Jackson megye                                | 210 fő          | 1,12 km²       | 187,5 fő/km²      |
| Parrish                | Walker megye                                 | 982 fő          | 5,42 km²       | 181,18 fő/km²     |
| Pelham                 | Shelby megye                                 | 21 352 fő       | 101,07 km²     | 211,26 fő/km²     |
| Pell City              | St. Clair megye                              | 12 695 fő       | 64,1 km²       | 198,05 fő/km²     |
| Pennington             | Choctaw megye                                | 221 fő          | 5,08 km²       | 43,5 fő/km²       |
| Perdido Beach          | Baldwin megye                                | 581 fő          | 3,22 km²       | 180,43 fő/km²     |
| Petrey                 | Crenshaw megye                               | 58 fő           | 1,9 km²        | 30,53 fő/km²      |
| Phenix City            | Russell megye Lee megye                      | 32 822 fő       | 71,88 km²      | 456,62 fő/km²     |
| Phil Campbell          | Franklin megye                               | 1148 fő         | 10,54 km²      | 108,92 fő/km²     |
| Pickensville           | Pickens megye                                | 608 fő          | 20,01 km²      | 30,38 fő/km²      |
| Piedmont               | Calhoun megye Cherokee megye                 | 4878 fő         | 25,41 km²      | 191,97 fő/km²     |
| Pike Road              | Montgomery megye                             | 5406 fő         | 81,95 km²      | 65,97 fő/km²      |
| Pinckard               | Dale megye                                   | 647 fő          | 13,81 km²      | 46,85 fő/km²      |
| Pine Apple             | Wilcox megye                                 | 132 fő          | 8,03 km²       | 16,44 fő/km²      |
| Pine Hill              | Wilcox megye                                 | 975 fő          | 9,89 km²       | 98,58 fő/km²      |
| Pine Ridge             | DeKalb megye                                 | 282 fő          | 3,36 km²       | 83,93 fő/km²      |
| Pinson                 | Jefferson megye                              | 7163 fő         | 26,16 km²      | 273,81 fő/km²     |
| Pisgah                 | Jackson megye                                | 722 fő          | 12,43 km²      | 58,09 fő/km²      |
| Pleasant Grove         | Jefferson megye                              | 10 110 fő       | 25,62 km²      | 394,61 fő/km²     |
| Pleasant Groves        | Jackson megye                                | 420 fő          | 9,44 km²       | 44,49 fő/km²      |
| Pollard                | Escambia megye                               | 137 fő          | 2,88 km²       | 47,57 fő/km²      |
| Powell                 | DeKalb megye                                 | 955 fő          | 12,85 km²      | 74,32 fő/km²      |
| Prattville             | Autauga megye Elmore megye                   | 33 960 fő       | 85,09 km²      | 399,11 fő/km²     |
| Priceville             | Morgan megye                                 | 2658 fő         | 13,55 km²      | 196,16 fő/km²     |
| Prichard               | Mobile megye                                 | 22 659 fő       | 65,5 km²       | 345,94 fő/km²     |
| Providence             | Marengo megye                                | 223 fő          | 4,52 km²       | 49,34 fő/km²      |
| Ragland                | St. Clair megye                              | 1639 fő         | 43,58 km²      | 37,61 fő/km²      |
| Rainbow City           | Etowah megye                                 | 9602 fő         | 65,93 km²      | 145,64 fő/km²     |
| Rainsville             | DeKalb megye                                 | 4948 fő         | 53,26 km²      | 92,9 fő/km²       |
| Ranburne               | Cleburne megye                               | 409 fő          | 4,11 km²       | 99,51 fő/km²      |
| Red Bay                | Franklin megye                               | 3158 fő         | 25,23 km²      | 125,17 fő/km²     |
| Red Level              | Covington megye                              | 487 fő          | 4,98 km²       | 97,79 fő/km²      |
| Reece City             | Etowah megye                                 | 653 fő          | 9,21 km²       | 70,9 fő/km²       |
| Reform                 | Pickens megye                                | 1702 fő         | 20,74 km²      | 82,06 fő/km²      |
| Rehobeth               | Houston megye                                | 1297 fő         | 19,63 km²      | 66,07 fő/km²      |
| Repton                 | Conecuh megye                                | 282 fő          | 2,48 km²       | 113,71 fő/km²     |
| Ridgeville             | Etowah megye                                 | 112 fő          | 2,13 km²       | 52,58 fő/km²      |
| River Falls            | Covington megye                              | 526 fő          | 17,7 km²       | 29,72 fő/km²      |
| Riverside              | St. Clair megye                              | 2208 fő         | 22,44 km²      | 98,4 fő/km²       |
| Riverview              | Escambia megye                               | 184 fő          | 3,74 km²       | 49,2 fő/km²       |
| Roanoke                | Randolph megye                               | 6074 fő         | 48,52 km²      | 125,19 fő/km²     |
| Robertsdale            | Baldwin megye                                | 5276 fő         | 14,12 km²      | 373,65 fő/km²     |
| Rockford               | Coosa megye                                  | 477 fő          | 8,57 km²       | 55,66 fő/km²      |
| Rogersville            | Lauderdale megye                             | 1257 fő         | 7,86 km²       | 159,92 fő/km²     |
| Rosa                   | Blount megye                                 | 316 fő          | 9,76 km²       | 32,38 fő/km²      |
| Russellville           | Franklin megye                               | 9830 fő         | 34,7 km²       | 283,29 fő/km²     |
| Rutledge               | Crenshaw megye                               | 467 fő          | 15,18 km²      | 30,76 fő/km²      |
| St. Florian            | Lauderdale megye                             | 413 fő          | 9,52 km²       | 43,38 fő/km²      |
| Samson                 | Geneva megye                                 | 1940 fő         | 9,37 km²       | 207,04 fő/km²     |
| Sand Rock              | Cherokee megye DeKalb megye                  | 560 fő          | 11,29 km²      | 49,6 fő/km²       |
| Sanford                | Covington megye                              | 241 fő          | 10,82 km²      | 22,27 fő/km²      |
| Saraland               | Mobile megye                                 | 13 405 fő       | 60,02 km²      | 223,34 fő/km²     |
| Sardis City            | Etowah megye                                 | 1704 fő         | 20,34 km²      | 83,78 fő/km²      |
| Satsuma                | Mobile megye                                 | 6168 fő         | 19,48 km²      | 316,63 fő/km²     |
| Scottsboro             | Jackson megye                                | 14 770 fő       | 131,18 km²     | 112,59 fő/km²     |
| Section                | Jackson megye                                | 770 fő          | 11,84 km²      | 65,03 fő/km²      |
| Selma                  | Dallas megye                                 | 20 756 fő       | 35,76 km²      | 580,43 fő/km²     |
| Sheffield              | Colbert megye                                | 9039 fő         | 16,5 km²       | 547,82 fő/km²     |
| Shiloh                 | DeKalb megye                                 | 274 fő          | 4,44 km²       | 61,71 fő/km²      |
| Shorter                | Macon megye                                  | 474 fő          | 11,75 km²      | 40,34 fő/km²      |
| Silas                  | Choctaw megye                                | 452 fő          | 13,49 km²      | 33,51 fő/km²      |
| Silverhill             | Baldwin megye                                | 706 fő          | 3,1 km²        | 227,74 fő/km²     |
| Sipsey                 | Walker megye                                 | 437 fő          | 1,25 km²       | 349,6 fő/km²      |
| Skyline                | Jackson megye                                | 851 fő          | 10,33 km²      | 82,38 fő/km²      |
| Slocomb                | Geneva megye                                 | 1980 fő         | 24,57 km²      | 80,59 fő/km²      |
| Smiths Station         | Lee megye                                    | 4926 fő         | 17,08 km²      | 288,41 fő/km²     |
| Snead                  | Blount megye                                 | 835 fő          | 13,63 km²      | 61,26 fő/km²      |
| Somerville             | Morgan megye                                 | 724 fő          | 7,11 km²       | 101,83 fő/km²     |
| South Vinemont         | Cullman megye                                | 749 fő          | 2,27 km²       | 329,96 fő/km²     |
| Southside              | Etowah megye Calhoun megye                   | 8412 fő         | 49,16 km²      | 171,11 fő/km²     |
| Spanish Fort           | Baldwin megye                                | 6798 fő         | 74,34 km²      | 91,44 fő/km²      |
| Springville            | St. Clair megye                              | 4080 fő         | 23,05 km²      | 177,01 fő/km²     |
| Steele                 | St. Clair megye                              | 1043 fő         | 17,39 km²      | 59,98 fő/km²      |
| Stevenson              | Jackson megye                                | 2046 fő         | 20 km²         | 102,3 fő/km²      |
| Sulligent              | Lamar megye                                  | 1927 fő         | 20,29 km²      | 94,97 fő/km²      |
| Sumiton                | Walker megye Jefferson megye                 | 2520 fő         | 13,53 km²      | 186,25 fő/km²     |
| Summerdale             | Baldwin megye                                | 862 fő          | 25,09 km²      | 34,36 fő/km²      |
| Susan Moore            | Blount megye                                 | 763 fő          | 13,55 km²      | 56,31 fő/km²      |
| Sweet Water            | Marengo megye                                | 258 fő          | 5,24 km²       | 49,24 fő/km²      |
| Sylacauga              | Talladega megye                              | 12 749 fő       | 50,47 km²      | 252,61 fő/km²     |
| Sylvan Springs         | Jefferson megye                              | 1542 fő         | 22,5 km²       | 68,53 fő/km²      |
| Sylvania               | DeKalb megye                                 | 1837 fő         | 21,94 km²      | 83,73 fő/km²      |
| Talladega Springs      | Talladega megye                              | 166 fő          | 3,19 km²       | 52,04 fő/km²      |
| Talladega              | Talladega megye                              | 15 676 fő       | 62,11 km²      | 252,39 fő/km²     |
| Tallassee              | Elmore megye Tallapoosa megye                | 4819 fő         | 25,04 km²      | 192,45 fő/km²     |
| Tarrant                | Jefferson megye                              | 6397 fő         | 16,46 km²      | 388,64 fő/km²     |
| Taylor                 | Houston megye Geneva megye                   | 2375 fő         | 19,06 km²      | 124,61 fő/km²     |
| Thomaston              | Marengo megye                                | 417 fő          | 5,21 km²       | 80,04 fő/km²      |
| Thomasville            | Clarke megye                                 | 4209 fő         | 22,6 km²       | 186,24 fő/km²     |
| Thorsby                | Chilton megye                                | 1980 fő         | 13,29 km²      | 148,98 fő/km²     |
| Town Creek             | Lawrence megye                               | 1100 fő         | 6,94 km²       | 158,5 fő/km²      |
| Toxey                  | Choctaw megye                                | 137 fő          | 1,77 km²       | 77,4 fő/km²       |
| Trafford               | Jefferson megye                              | 646 fő          | 6,32 km²       | 102,22 fő/km²     |
| Triana                 | Madison megye                                | 496 fő          | 3,23 km²       | 153,56 fő/km²     |
| Trinity                | Morgan megye                                 | 2095 fő         | 11,42 km²      | 183,45 fő/km²     |
| Troy                   | Pike megye                                   | 18 033 fő       | 71,55 km²      | 252,03 fő/km²     |
| Trussville             | Jefferson megye St. Clair megye              | 19 933 fő       | 85,54 km²      | 233,03 fő/km²     |
| Tuscaloosa             | Tuscaloosa megye                             | 90 468 fő       | 156 km²        | 579,92 fő/km²     |
| Tuscumbia              | Colbert megye                                | 8423 fő         | 22,65 km²      | 371,88 fő/km²     |
| Tuskegee               | Macon megye                                  | 9865 fő         | 41,68 km²      | 236,68 fő/km²     |
| Twin                   | Marion megye                                 | 399 fő          | 8,74 km²       | 45,65 fő/km²      |
| Union Grove            | Marshall megye                               | 77 fő           | 1,44 km²       | 53,47 fő/km²      |
| Union Springs          | Bullock megye                                | 3980 fő         | 17,17 km²      | 231,8 fő/km²      |
| Union                  | Greene megye                                 | 237 fő          | 2,13 km²       | 111,27 fő/km²     |
| Uniontown              | Perry megye                                  | 1775 fő         | 3,44 km²       | 515,99 fő/km²     |
| Valley                 | Chambers megye                               | 9524 fő         | 28,57 km²      | 333,36 fő/km²     |
| Valley Grande          | Dallas megye                                 | 4020 fő         | 86,77 km²      | 46,33 fő/km²      |
| Valley Head            | DeKalb megye                                 | 558 fő          | 8,98 km²       | 62,14 fő/km²      |
| Vance                  | Tuscaloosa megye Bibb megye                  | 1529 fő         | 26,38 km²      | 57,96 fő/km²      |
| Vernon                 | Lamar megye                                  | 2000 fő         | 15,22 km²      | 131,41 fő/km²     |
| Vestavia Hills         | Jefferson megye Shelby megye                 | 34 033 fő       | 50,27 km²      | 677 fő/km²        |
| Vina                   | Franklin megye                               | 358 fő          | 12,43 km²      | 28,8 fő/km²       |
| Vincent                | Shelby megye St. Clair megye Talladega megye | 1988 fő         | 50,67 km²      | 39,23 fő/km²      |
| Vredenburgh            | Monroe megye                                 | 312 fő          | 3,89 km²       | 80,21 fő/km²      |
| Wadley                 | Randolph megye                               | 751 fő          | 3,77 km²       | 199,2 fő/km²      |
| Waldo                  | Talladega megye                              | 283 fő          | 7,28 km²       | 38,87 fő/km²      |
| Walnut Grove           | Etowah megye                                 | 698 fő          | 13,01 km²      | 53,65 fő/km²      |
| Warrior                | Jefferson megye Blount megye                 | 3176 fő         | 25,31 km²      | 125,48 fő/km²     |
| Waterloo               | Lauderdale megye                             | 203 fő          | 1,94 km²       | 104,64 fő/km²     |
| Waverly                | Chambers megye Lee megye                     | 145 fő          | 7,05 km²       | 20,57 fő/km²      |
| Weaver                 | Calhoun megye                                | 3038 fő         | 8,97 km²       | 338,68 fő/km²     |
| Webb                   | Houston megye                                | 1430 fő         | 29,52 km²      | 48,44 fő/km²      |
| Wedowee                | Randolph megye                               | 823 fő          | 9,05 km²       | 90,94 fő/km²      |
| West Blocton           | Bibb megye                                   | 1240 fő         | 11,83 km²      | 104,82 fő/km²     |
| West Jefferson         | Jefferson megye                              | 338 fő          | 2,4 km²        | 140,83 fő/km²     |
| West Point             | Cullman megye                                | 586 fő          | 8,84 km²       | 66,29 fő/km²      |
| Westover               | Shelby megye                                 | 1275 fő         | 47,68 km²      | 26,74 fő/km²      |
| Wetumpka               | Elmore megye                                 | 6528 fő         | 26,19 km²      | 249,26 fő/km²     |
| White Hall             | Lowndes megye                                | 858 fő          | 39,63 km²      | 21,65 fő/km²      |
| Wilsonville            | Shelby megye                                 | 1827 fő         | 24,9 km²       | 73,37 fő/km²      |
| Wilton                 | Shelby megye                                 | 687 fő          | 2,57 km²       | 267,32 fő/km²     |
| Winfield               | Marion megye Fayette megye                   | 4717 fő         | 44,76 km²      | 105,38 fő/km²     |
| Woodland               | Randolph megye                               | 184 fő          | 4,04 km²       | 45,54 fő/km²      |
| Woodstock              | Bibb megye Tuscaloosa megye                  | 1428 fő         | 18,33 km²      | 77,91 fő/km²      |
| Woodville              | Jackson megye                                | 746 fő          | 17,15 km²      | 43,5 fő/km²       |
| Yellow Bluff           | Wilcox megye                                 | 188 fő          | 1,2 km²        | 156,67 fő/km²     |
| York                   | Sumter megye                                 | 2538 fő         | 17,78 km²      | 142,74 fő/km²     |

## Népszámlálási célzattal létrehozott települések
Alabama 118 népszámlálási célzattal létrehozott településsel rendelkezik.
| Településnév          | Megye/megyék     | Népesség (2010) | Terület (2010) | Népsűrűség (2010) |
| --------------------- | ---------------- | --------------- | -------------- | ----------------- |
| Abanda                | Chambers megye   | 192 fő          | 7,76 km²       | 24,74 fő/km²      |
| Alexandria            | Calhoun megye    | 3917 fő         | 28,79 km²      | 136,05 fő/km²     |
| Axis                  | Mobile megye     | 757 fő          | 10,17 km²      | 74,43 fő/km²      |
| Ballplay              | Etowah megye     | 1580 fő         | 60,77 km²      | 26 fő/km²         |
| Belgreen              | Franklin megye   | 129 fő          | 3,18 km²       | 40,57 fő/km²      |
| Bellamy               | Sumter megye     | 543 fő          | 9,78 km²       | 55,52 fő/km²      |
| Belle Fontaine        | Mobile megye     | 608 fő          | 4,03 km²       | 150,87 fő/km²     |
| Blue Ridge            | Elmore megye     | 1341 fő         | 20,11 km²      | 66,68 fő/km²      |
| Boykin                | Wilcox megye     | 275 fő          | 6,89 km²       | 39,91 fő/km²      |
| Brantleyville         | Shelby megye     | 884 fő          | 5,61 km²       | 157,58 fő/km²     |
| Bristow Cove          | Etowah megye     | 683 fő          | 28,08 km²      | 24,32 fő/km²      |
| Brook Highland        | Shelby megye     | 6746 fő         | 7,33 km²       | 920,33 fő/km²     |
| Broomtown             | Cherokee megye   | 182 fő          | 12,16 km²      | 14,97 fő/km²      |
| Bucks                 | Mobile megye     | 32 fő           | 1 km²          | 32 fő/km²         |
| Calvert               | Washington megye | 277 fő          | 8,92 km²       | 31,05 fő/km²      |
| Carlisle-Rockledge    | Etowah megye     | 2137 fő         | 41,93 km²      | 50,97 fő/km²      |
| Carlton               | Clarke megye     | 65 fő           | 11,71 km²      | 5,55 fő/km²       |
| Catherine             | Wilcox megye     | 22 fő           | 5,94 km²       | 3,7 fő/km²        |
| Choccolocco           | Calhoun megye    | 2804 fő         | 30,16 km²      | 92,97 fő/km²      |
| Chunchula             | Mobile megye     | 210 fő          | 4,67 km²       | 44,97 fő/km²      |
| Coats Bend            | Etowah megye     | 1394 fő         | 22,14 km²      | 62,96 fő/km²      |
| Concord               | Jefferson megye  | 1837 fő         | 8,72 km²       | 210,67 fő/km²     |
| Cullomburg            | Choctaw megye    | 171 fő          | 13,84 km²      | 12,36 fő/km²      |
| Deer Park             | Washington megye | 188 fő          | 8,09 km²       | 23,24 fő/km²      |
| Delta                 | Clay megye       | 197 fő          | 20,17 km²      | 9,77 fő/km²       |
| Dunnavant             | Shelby megye     | 981 fő          | 45,86 km²      | 21,39 fő/km²      |
| East Point            | Cullman megye    | 201 fő          | 3 km²          | 67 fő/km²         |
| Edgewater             | Jefferson megye  | 883 fő          | 3,14 km²       | 281,21 fő/km²     |
| Egypt                 | Etowah megye     | 932 fő          | 23,34 km²      | 39,93 fő/km²      |
| Emerald Mountain      | Elmore megye     | 2561 fő         | 41,67 km²      | 61,46 fő/km²      |
| Eunola                | Geneva megye     | 243 fő          | 4,76 km²       | 51,05 fő/km²      |
| Fairford              | Washington megye | 186 fő          | 7,95 km²       | 23,4 fő/km²       |
| Fayetteville          | Talladega megye  | 1284 fő         | 45,18 km²      | 28,42 fő/km²      |
| Fitzpatrick           | Bullock megye    | 83 fő           | 10,78 km²      | 7,7 fő/km²        |
| Forestdale            | Jefferson megye  | 10 162 fő       | 17,77 km²      | 571,86 fő/km²     |
| Fort Rucker           | Dale megye       | 4636 fő         | 28,19 km²      | 164,46 fő/km²     |
| Fredonia              | Chambers megye   | 199 fő          | 31,02 km²      | 6,42 fő/km²       |
| Fruitdale             | Washington megye | 185 fő          | 11,59 km²      | 15,96 fő/km²      |
| Gallant               | Etowah megye     | 855 fő          | 37,25 km²      | 22,95 fő/km²      |
| Graham                | Randolph megye   | 211 fő          | 15,16 km²      | 13,92 fő/km²      |
| Grand Bay             | Mobile megye     | 3672 fő         | 22,47 km²      | 163,42 fő/km²     |
| Grayson Valley        | Jefferson megye  | 5736 fő         | 5,17 km²       | 1109,48 fő/km²    |
| Gulfcrest             | Mobile megye     | 161 fő          | 3,92 km²       | 41,07 fő/km²      |
| Hackneyville          | Tallapoosa megye | 347 fő          | 23,21 km²      | 14,95 fő/km²      |
| Harvest               | Madison megye    | 5281 fő         | 31,94 km²      | 165,34 fő/km²     |
| Hatton                | Lawrence megye   | 261 fő          | 3,45 km²       | 75,65 fő/km²      |
| Hazel Green           | Madison megye    | 3630 fő         | 25,98 km²      | 139,72 fő/km²     |
| Highland Lakes        | Shelby megye     | 3926 fő         | 9,48 km²       | 414,14 fő/km²     |
| Hissop                | Coosa megye      | 658 fő          | 47,28 km²      | 13,92 fő/km²      |
| Hobson                | Washington megye | 126 fő          | 7,62 km²       | 16,54 fő/km²      |
| Hollins               | Clay megye       | 545 fő          | 30,67 km²      | 17,77 fő/km²      |
| Hollis Crossroads     | Cleburne megye   | 608 fő          | 32,26 km²      | 18,85 fő/km²      |
| Holt                  | Tuscaloosa megye | 3638 fő         | 8,19 km²       | 444,2 fő/km²      |
| Holtville             | Elmore megye     | 4096 fő         | 55,88 km²      | 73,3 fő/km²       |
| Huguley               | Chambers megye   | 2540 fő         | 21,62 km²      | 117,48 fő/km²     |
| Ivalee                | Etowah megye     | 879 fő          | 19,3 km²       | 45,54 fő/km²      |
| Joppa                 | Cullman megye    | 501 fő          | 5,03 km²       | 99,6 fő/km²       |
| Ladonia               | Russell megye    | 3142 fő         | 8,12 km²       | 386,95 fő/km²     |
| Leroy                 | Washington megye | 911 fő          | 30,85 km²      | 29,53 fő/km²      |
| Lookout Mountain      | Etowah megye     | 1621 fő         | 39,64 km²      | 40,89 fő/km²      |
| Macedonia             | Pickens megye    | 292 fő          | 10,22 km²      | 28,57 fő/km²      |
| Malcolm               | Washington megye | 187 fő          | 6,11 km²       | 30,61 fő/km²      |
| Marbury               | Autauga megye    | 1418 fő         | 59,96 km²      | 23,65 fő/km²      |
| McDonald Chapel       | Jefferson megye  | 717 fő          | 2,79 km²       | 256,99 fő/km²     |
| Meadowbrook           | Shelby megye     | 8769 fő         | 10,92 km²      | 803,02 fő/km²     |
| Megargel              | Monroe megye     | 62 fő           | 1,78 km²       | 34,83 fő/km²      |
| Meridianville         | Madison megye    | 6021 fő         | 40,25 km²      | 149,59 fő/km²     |
| Mignon                | Talladega megye  | 1284 fő         | 6,71 km²       | 191,36 fő/km²     |
| Millerville           | Clay megye       | 278 fő          | 17,35 km²      | 16,02 fő/km²      |
| Minor                 | Jefferson megye  | 1094 fő         | 1,82 km²       | 601,1 fő/km²      |
| Moores Mill           | Madison megye    | 5682 fő         | 35,23 km²      | 161,28 fő/km²     |
| Morrison Crossroads   | Randolph megye   | 219 fő          | 13,44 km²      | 16,29 fő/km²      |
| Mount Olive           | Coosa megye      | 371 fő          | 21,55 km²      | 17,22 fő/km²      |
| Mount Olive           | Jefferson megye  | 4079 fő         | 24,13 km²      | 169,3 fő/km²      |
| Movico                | Mobile megye     | 305 fő          | 2,03 km²       | 150,25 fő/km²     |
| Nanafalia             | Marengo megye    | 94 fő           | 5,62 km²       | 16,73 fő/km²      |
| Nances Creek          | Calhoun megye    | 407 fő          | 15,04 km²      | 27,06 fő/km²      |
| New Market            | Madison megye    | 1597 fő         | 45,4 km²       | 35,18 fő/km²      |
| New Union             | Etowah megye     | 955 fő          | 31,56 km²      | 30,26 fő/km²      |
| Our Town              | Tallapoosa megye | 641 fő          | 30,77 km²      | 20,83 fő/km²      |
| Panola                | Sumter megye     | 144 fő          | 1,86 km²       | 77,42 fő/km²      |
| Penton                | Chambers megye   | 201 fő          | 23,66 km²      | 8,5 fő/km²        |
| Peterman              | Monroe megye     | 89 fő           | 1,1 km²        | 80,91 fő/km²      |
| Pine Level            | Autauga megye    | 4183 fő         | 64,25 km²      | 65,11 fő/km²      |
| Point Clear           | Baldwin megye    | 2125 fő         | 14,27 km²      | 148,91 fő/km²     |
| Putnam                | Marengo megye    | 193 fő          | 24,57 km²      | 7,86 fő/km²       |
| Ray                   | Coosa megye      | 443 fő          | 21,25 km²      | 20,85 fő/km²      |
| Redland               | Elmore megye     | 3736 fő         | 62,53 km²      | 59,75 fő/km²      |
| Redstone Arsenal      | Madison megye    | 1946 fő         | 20,09 km²      | 96,86 fő/km²      |
| Reeltown              | Tallapoosa megye | 766 fő          | 19,55 km²      | 39,18 fő/km²      |
| Rock Creek            | Jefferson megye  | 1456 fő         | 7,81 km²       | 186,43 fő/km²     |
| Rock Mills            | Randolph megye   | 600 fő          | 16,38 km²      | 36,63 fő/km²      |
| Rockville             | Clarke megye     | 43 fő           | 7,27 km²       | 5,91 fő/km²       |
| St, Stephens          | Washington megye | 495 fő          | 25,58 km²      | 19,35 fő/km²      |
| Saks                  | Calhoun megye    | 10 744 fő       | 31,47 km²      | 341,4 fő/km²      |
| Selmont-West Selmont  | Dallas megye     | 2671 fő         | 8,49 km²       | 314,61 fő/km²     |
| Shelby                | Shelby megye     | 1044 fő         | 48,58 km²      | 21,49 fő/km²      |
| Shoal Creek           | Shelby megye     | 1400 fő         | 12,97 km²      | 107,94 fő/km²     |
| Sims Chapel           | Washington megye | 153 fő          | 14,77 km²      | 10,36 fő/km²      |
| Smoke Rise            | Blount megye     | 1825 fő         | 16,7 km²       | 109,28 fő/km²     |
| Spring Garden         | Cherokee megye   | 238 fő          | 5,87 km²       | 40,55 fő/km²      |
| Spruce Pine           | Franklin megye   | 222 fő          | 2,4 km²        | 92,5 fő/km²       |
| Standing Rock         | Chambers megye   | 168 fő          | 8,26 km²       | 20,34 fő/km²      |
| Sterrett              | Shelby megye     | 712 fő          | 59,38 km²      | 11,99 fő/km²      |
| Stewartville          | Coosa megye      | 1767 fő         | 62,52 km²      | 28,26 fő/km²      |
| Theodore              | Mobile megye     | 6130 fő         | 20,7 km²       | 296,14 fő/km²     |
| Tibbie                | Washington megye | 41 fő           | 4,53 km²       | 9,05 fő/km²       |
| Tidmore Bend          | Etowah megye     | 1245 fő         | 24,95 km²      | 49,9 fő/km²       |
| Tillmans Corner       | Mobile megye     | 17 398 fő       | 33,6 km²       | 517,8 fő/km²      |
| Underwood-Petersville | Lauderdale megye | 3247 fő         | 15,17 km²      | 214,04 fő/km²     |
| Uriah                 | Monroe megye     | 294 fő          | 4,16 km²       | 70,67 fő/km²      |
| Vandiver              | Shelby megye     | 1135 fő         | 53 km²         | 21,42 fő/km²      |
| Vinegar Bend          | Washington megye | 192 fő          | 24,48 km²      | 7,84 fő/km²       |
| Weogufka              | Coosa megye      | 282 fő          | 21,4 km²       | 13,18 fő/km²      |
| West End-Cobb Town    | Calhoun megye    | 3465 fő         | 10,74 km²      | 322,63 fő/km²     |
| Whatley               | Clarke megye     | 150 fő          | 3,34 km²       | 44,91 fő/km²      |
| White Plains          | Calhoun megye    | 811 fő          | 33,19 km²      | 24,44 fő/km²      |
| Whitesboro            | Etowah megye     | 2138 fő         | 45,28 km²      | 47,22 fő/km²      |

## Önkormányzati joggal nem rendelkező települések
| Településnév         | Megye/megyék     |
| -------------------- | ---------------- |
| Abel                 | Clay megye       |
| Abernant             | Tuscaloosa megye |
| Acmar                | St. Clair megye  |
| Ada                  | Montgomery megye |
| Adger                | Jefferson megye  |
| Alabama City         | Etowah megye     |
| Alabama Port         | Mobile megye     |
| Alberta              | Wilcox megye     |
| Alden                | Jefferson megye  |
| Allen                | Clarke megye     |
| Alma                 | Clarke megye     |
| Almond               | Randolph megye   |
| Alpine               | Talladega megye  |
| Alton                | Jefferson megye  |
| Anne Manie           | Wilcox megye     |
| Aquilla              | Washington megye |
| Arkadelphia          | Cullman megye    |
| Arlington            | Wilcox megye     |
| Armstrong            | Bullock megye    |
| Awin                 | Wilcox megye     |
| Bangor               | Blount megye     |
| Bankston             | Fayette megye    |
| Barfield             | Clay megye       |
| Barlow               | Washington megye |
| Barney               | Walker megye     |
| Bassetts Creek       | Washington megye |
| Battens Crossroads   | Geneva megye     |
| Bazemore             | Fayette megye    |
| Belle Mina           | Limestone megye  |
| Belleville           | Conecuh megye    |
| Bellwood             | Geneva megye     |
| Beulah               | Covington megye  |
| Big Cove             | Madison megye    |
| Bigbee               | Washington megye |
| Birmingport          | Jefferson megye  |
| Bladon Springs       | Choctaw megye    |
| Blount Springs       | Blount megye     |
| Bluff                | Fayette megye    |
| Bolinger             | Choctaw megye    |
| Bolling              | Butler megye     |
| Bon Secour           | Baldwin megye    |
| Booth                | Autauga megye    |
| Bradford             | Jefferson megye  |
| Bradley              | Covington megye  |
| Braggs               | Lowndes megye    |
| Bremen               | Cullman megye    |
| Branchville          | St. Clair megye  |
| Brierfield           | Bibb megye       |
| Bromley              | Baldwin megye    |
| Brooklyn             | Conecuh megye    |
| Brooksville          | Blount megye     |
| Browns               | Dallas megye     |
| Brownsboro           | Madison megye    |
| Bryant               | Jackson megye    |
| Buena Vista          | Monroe megye     |
| Buhl                 | Tuscaloosa megye |
| Bull Slough          | Conecuh megye    |
| Burkville            | Lowndes megye    |
| Burmuda              | Conecuh megye    |
| Burningtree Mountain | Morgan megye     |
| Burnt Corn           | Monroe megye     |
| Burntout             | Franklin megye   |
| Burnwell             | Walker megye     |
| Caddo                | Lawrence megye   |
| Cahaba               | Dallas megye     |
| Campbell             | Clarke megye     |
| Capshaw              | Limestone megye  |
| Cecil                | Montgomery megye |
| Centerville          | Conecuh megye    |
| Chancellor           | Geneva megye     |
| Chapman              | Butler megye     |
| Claud                | Elmore megye     |
| Clopton              | Dale megye       |
| Cloverdale           | Lauderdale megye |
| Coden                | Mobile megye     |
| Cook Springs         | St. Clair megye  |
| Corner               | Jefferson megye  |
| Cottondale           | Tuscaloosa megye |
| Cottonton            | Russell megye    |
| Coy                  | Wilcox megye     |
| Cragford             | Clay megye       |
| Crane Hill           | Cullman megye    |
| Crawford             | Russell megye    |
| Cromwell             | Choctaw megye    |
| Cropwell             | St. Clair megye  |
| Crosston             | Jefferson megye  |
| Dallas               | Blount megye     |
| Danville             | Morgan megye     |
| Dawson               | DeKalb megye     |
| De Armanville        | Calhoun megye    |
| Delmar               | Winston megye    |
| Dickinson            | Clarke megye     |
| Dixiana              | Jefferson megye  |
| Dixons Mills         | Marengo megye    |
| Docena               | Jefferson megye  |
| Dolomite             | Jefferson megye  |
| Duncanville          | Tuscaloosa megye |
| Eastaboga            | Calhoun megye    |
| Eight Mile           | Mobile megye     |
| Elgin                | Lauderdale megye |
| Empire               | Walker megye     |
| Equality             | Coosa megye      |
| Flat Rock            | Jackson megye    |
| Fort McClellan       | Calhoun megye    |
| Fort Mitchell        | Russell megye    |
| Fort Morgan          | Baldwin megye    |
| Franklin             | Monroe megye     |
| Gallion              | Hale megye       |
| Gorham's Bluff       | Jackson megye    |
| Grady                | Montgomery megye |
| Greenhill            | Lauderdale megye |
| Green Pond           | Bibb megye       |
| Grove Oak            | DeKalb megye     |
| Gum Springs          | Blount megye     |
| Higdon               | Jackson megye    |
| Highland Home        | Crenshaw megye   |
| Holy Trinity         | Russell megye    |
| Hoods Crossroads     | Blount megye     |
| Hope Hull            | Montgomery megye |
| Houston              | Wintson megye    |
| Hulaco               | Morgan megye     |
| Inverness            | Bullock megye    |
| Inverness            | Shelby megye     |
| Irvington            | Mobile megye     |
| Jack                 | Coffee megye     |
| Java                 | Coffee megye     |
| Kellerman            | Tuscaloosa megye |
| Kent                 | Elmore megye     |
| Kimbrough            | Wilcox megye     |
| Knoxville            | Greene megye     |
| Lacey's Spring       | Morgan megye     |
| Lacon                | Morgan megye     |
| Lake Purdy           | Shelby megye     |
| Le Moyne             | Mobile megye     |
| Letohatchee          | Lowndes megye    |
| Lillian              | Baldwin megye    |
| Lower Peachtree      | Wilcox megye     |
| Majestic             | Jefferson megye  |
| Marion Junction      | Dallas megye     |
| Marvyn               | Lee megye        |
| Masseyline           | Jefferson megye  |
| McCalla              | Jefferson megye  |
| Mellow Valley        | Clay megye       |
| Millers Ferry        | Wilcox megye     |
| Mon Louis            | Mobile megye     |
| Montrose             | Baldwin megye    |
| Morgan City          | Morgan megye     |
| Moulton Heights      | Morgan megye     |
| Mount High           | Blount megye     |
| Mount Hope           | Lawrence megye   |
| Mount Meigs          | Montgomery megye |
| Mountain Creek       | Chilton megye    |
| Newell               | Randolph megye   |
| Normal               | Madison megye    |
| Oak Grove            | Jefferson megye  |
| Oakville             | Lawrence megye   |
| Orion                | Pike megye       |
| Palmerdale           | Jefferson megye  |
| Perote               | Bullock megye    |
| Peterson             | Tuscaloosa megye |
| Plantersville        | Dallas megye     |
| Prairieville         | Hale megye       |
| Quinton              | Walker megye     |
| Ralph                | Tuscaloosa megye |
| Ramer                | Montgomery megye |
| Red Hill             | Blount megye     |
| Remlap               | Blount megye     |
| Safford              | Dallas megye     |
| Saginaw              | Shelby megye     |
| Salem                | Lee megye        |
| Samantha             | Tuscaloosa megye |
| Sawyerville          | Hale megye       |
| Sayre                | Jefferson megye  |
| Seale                | Russell megye    |
| Selfville            | Blount megye     |
| Seminole             | Baldwin megye    |
| Semmes               | Mobile megye     |
| Snow Hill            | Wilcox megye     |
| Spring Hill          | Barbour megye    |
| Spring Valley        | Colbert megye    |
| Sprott               | Perry megye      |
| St. Clair Springs    | St. Clair megye  |
| Stapleton            | Baldwin megye    |
| Stockton             | Baldwin megye    |
| Straight Mountain    | Blount megye     |
| Summit               | Blount megye     |
| Tannehill            | Tuscaloosa megye |
| Tanner               | Limestone megye  |
| Tensaw               | Baldwin megye    |
| Valhermoso Springs   | Morgan megye     |
| Verbena              | Chilton megye    |
| Village Springs      | Jefferson megye  |
| Vineland             | Marengo megye    |
| Vinemont             | Cullman megye    |
| Wagarville           | Washington megye |
| Watson               | Jefferson megye  |
| Waugh                | Montgomery megye |
| Wilmer               | Mobile megye     |
| Winterboro           | Talladega megye  |
| Wren                 | Lawrence megye   |
| Yellow Pine          | Washington megye |